# Liste des municipalités de Tunisie
Ne doit pas être confondu avec Délégation (Tunisie).

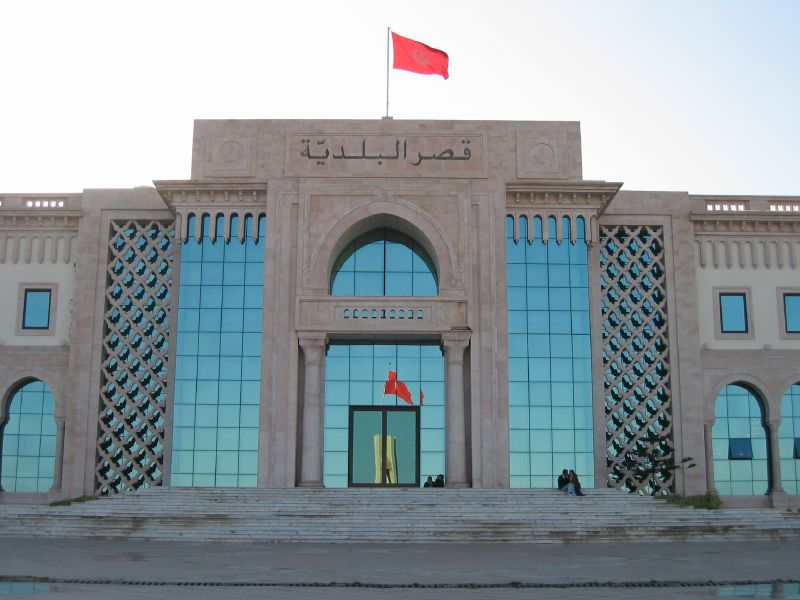
Exemple de siège de municipalité : Tunis.

La municipalité en Tunisie est une circonscription territoriale de type communal. En 2016, 350 municipalités sont recensées par l'Institut national de la statistique, c'est-à-dire des « parties du territoire bien délimitées, érigées en tant que telle par un décret qui les soumet à la loi municipale et qui sont formées d'un ou plusieurs secteurs urbains ».
La plupart peuvent être assimilées à des villes, c'est-à-dire à des agglomérations polarisant un espace alentour par des fonctions de centre administratif, de services ou d'industrie. Les cent premières municipalités constituent 52 % de la population du pays et 80 % de la population urbaine, qui elle-même constitue 65 % de la population totale. Les 33 premières municipalités pèsent pour 33 % de la population. Les situations sont néanmoins très diverses : la plus grande municipalité est Tunis avec 638 845 habitants et la plus petite Beni M'Tir avec 784 habitants.
Les données de population sont issues du recensement de 2014. En caractères gras sont distingués les chefs-lieux des 24 gouvernorats de Tunisie.

## Liste
| Municipalité                         | Gouvernorat                | Population |
| ------------------------------------ | -------------------------- | ---------- |
| Tunis                                | Gouvernorat de Tunis       | 638 845    |
| Sfax                                 | Gouvernorat de Sfax        | 272 801    |
| Sousse                               | Gouvernorat de Sousse      | 221 530    |
| Kairouan                             | Gouvernorat de Kairouan    | 139 070    |
| Bizerte                              | Gouvernorat de Bizerte     | 136 917    |
| Gabès                                | Gouvernorat de Gabès       | 130 984    |
| La Soukra                            | Gouvernorat de l'Ariana    | 129 693    |
| Ariana                               | Gouvernorat de l'Ariana    | 114 486    |
| Sidi Hassine                         | Gouvernorat de Tunis       | 109 690    |
| El Mourouj                           | Gouvernorat de Ben Arous   | 104 586    |
| Gafsa                                | Gouvernorat de Gafsa       | 95 242     |
| Raoued                               | Gouvernorat de l'Ariana    | 94 691     |
| Monastir                             | Gouvernorat de Monastir    | 93 306     |
| La Marsa                             | Gouvernorat de Tunis       | 92 987     |
| Mnihla                               | Gouvernorat de l'Ariana    | 89 884     |
| Ben Arous                            | Gouvernorat de Ben Arous   | 88 322     |
| Ettadhamen                           | Gouvernorat de l'Ariana    | 84 312     |
| Kasserine                            | Gouvernorat de Kasserine   | 83 534     |
| Douar Hicher                         | Gouvernorat de la Manouba  | 82 532     |
| Ben Gardane                          | Gouvernorat de Médenine    | 79 912     |
| Djerba - Houmt Souk                  | Gouvernorat de Médenine    | 75 904     |
| Le Kram                              | Gouvernorat de Tunis       | 74 132     |
| Hammamet                             | Gouvernorat de Nabeul      | 73 236     |
| Zarzis                               | Gouvernorat de Médenine    | 72 611     |
| Le Bardo                             | Gouvernorat de Tunis       | 71 961     |
| Médenine                             | Gouvernorat de Médenine    | 71 406     |
| Nabeul                               | Gouvernorat de Nabeul      | 70 437     |
| Tataouine                            | Gouvernorat de Tataouine   | 66 924     |
| Mohamedia                            | Gouvernorat de Ben Arous   | 66 439     |
| Djerba - Midoun                      | Gouvernorat de Médenine    | 63 528     |
| Béja                                 | Gouvernorat de Béja        | 62 303     |
| M'saken                              | Gouvernorat de Sousse      | 60 165     |
| Radès                                | Gouvernorat de Ben Arous   | 59 794     |
| Oued Ellil                           | Gouvernorat de la Manouba  | 57 851     |
| Moknine                              | Gouvernorat de Monastir    | 57 111     |
| Le Kef                               | Gouvernorat du Kef         | 54 690     |
| Menzel Bourguiba                     | Gouvernorat de Bizerte     | 54 536     |
| Kalâa Kebira                         | Gouvernorat de Sousse      | 53 323     |
| Sakiet Ezzit                         | Gouvernorat de Sfax        | 53 243     |
| Mahdia                               | Gouvernorat de Mahdia      | 51 833     |
| Jemmal                               | Gouvernorat de Monastir    | 50 275     |
| Ksar Hellal                          | Gouvernorat de Monastir    | 49 376     |
| Sidi Bouzid                          | Gouvernorat de Sidi Bouzid | 48 284     |
| Kélibia                              | Gouvernorat de Nabeul      | 46 856     |
| Fouchana                             | Gouvernorat de Ben Arous   | 46 717     |
| Sakiet Eddaïer                       | Gouvernorat de Sfax        | 45 767     |
| La Goulette                          | Gouvernorat de Tunis       | 45 711     |
| Jendouba                             | Gouvernorat de Jendouba    | 45 431     |
| El Aïn                               | Gouvernorat de Sfax        | 43 337     |
| Hammam Sousse                        | Gouvernorat de Sousse      | 42 937     |
| Hammam Lif                           | Gouvernorat de Ben Arous   | 42 518     |
| Dar Chaâbane                         | Gouvernorat de Nabeul      | 42 140     |
| El Hamma                             | Gouvernorat de Gabès       | 41 607     |
| Gremda                               | Gouvernorat de Sfax        | 40 858     |
| Ennour                               | Gouvernorat de Kasserine   | 40 573     |
| Bou Mhel el-Bassatine                | Gouvernorat de Ben Arous   | 40 101     |
| Menzel Temime                        | Gouvernorat de Nabeul      | 39 138     |
| Korba                                | Gouvernorat de Nabeul      | 38 902     |
| Métlaoui                             | Gouvernorat de Gafsa       | 38 129     |
| Soliman                              | Gouvernorat de Nabeul      | 37 749     |
| Téboulba                             | Gouvernorat de Monastir    | 37 485     |
| Tozeur                               | Gouvernorat de Tozeur      | 37 365     |
| Ezzahra                              | Gouvernorat de Ben Arous   | 34 962     |
| Ouabed Khazanet                      | Gouvernorat de Sfax        | 34 944     |
| Kalâa Seghira                        | Gouvernorat de Sousse      | 34 548     |
| Mateur                               | Gouvernorat de Bizerte     | 34 010     |
| El Ksar                              | Gouvernorat de Gafsa       | 33 729     |
| Thyna                                | Gouvernorat de Sfax        | 33 419     |
| La Manouba                           | Gouvernorat de la Manouba  | 32 029     |
| Hammam Chott                         | Gouvernorat de Ben Arous   | 31 810     |
| Sisseb-Driaat                        | Gouvernorat de Kairouan    | 31 716     |
| Siliana                              | Gouvernorat de Siliana     | 31 251     |
| El Amra                              | Gouvernorat de Sfax        | 30 599     |
| Balta-Bou Aouane                     | Gouvernorat de Jendouba    | 30 268     |
| Douz                                 | Gouvernorat de Kébili      | 30 245     |
| Zarzis Nord                          | Gouvernorat de Médenine    | 30 159     |
| Mornag                               | Gouvernorat de Ben Arous   | 30 058     |
| Fériana                              | Gouvernorat de Kasserine   | 29 572     |
| Joumine                              | Gouvernorat de Bizerte     | 29 029     |
| Ksour Essef                          | Gouvernorat de Mahdia      | 28 842     |
| Djedeida                             | Gouvernorat de la Manouba  | 28 660     |
| Ras Jebel                            | Gouvernorat de Bizerte     | 28 610     |
| Naassen                              | Gouvernorat de Ben Arous   | 28 151     |
| Ghannouch                            | Gouvernorat de Gabès       | 28 051     |
| Tebourba                             | Gouvernorat de la Manouba  | 27 545     |
| Akouda                               | Gouvernorat de Sousse      | 27 200     |
| Ghezala                              | Gouvernorat de Bizerte     | 26 977     |
| Mégrine                              | Gouvernorat de Ben Arous   | 26 964     |
| Den Den                              | Gouvernorat de la Manouba  | 26 763     |
| Chihia                               | Gouvernorat de Sfax        | 26 300     |
| Redeyef                              | Gouvernorat de Gafsa       | 25 046     |
| Sbeïtla                              | Gouvernorat de Kasserine   | 24 597     |
| Grombalia                            | Gouvernorat de Nabeul      | 24 299     |
| Djerba - Ajim                        | Gouvernorat de Médenine    | 24 294     |
| Raqqada                              | Gouvernorat de Kairouan    | 24 244     |
| Chrayaa-Machrek Chams                | Gouvernorat de Kasserine   | 23 899     |
| El Fahs                              | Gouvernorat de Zaghouan    | 23 556     |
| Fondouk Jedid-Seltene                | Gouvernorat de Nabeul      | 23 471     |
| Essaïda                              | Gouvernorat de Sidi Bouzid | 23 175     |
| Ouled Chamekh                        | Gouvernorat de Mahdia      | 23 020     |
| Menzel Jemil                         | Gouvernorat de Bizerte     | 22 238     |
| Chebba                               | Gouvernorat de Mahdia      | 22 227     |
| Faiedh Bennour                       | Gouvernorat de Sidi Bouzid | 22 221     |
| Takelsa                              | Gouvernorat de Nabeul      | 22 151     |
| Ouchtata-Jmila                       | Gouvernorat de Béja        | 21 942     |
| Ezzouhour                            | Gouvernorat de Kasserine   | 21 819     |
| Ouerdanine                           | Gouvernorat de Monastir    | 21 814     |
| Teboulbou                            | Gouvernorat de Gabès       | 21 727     |
| Souk Jedid                           | Gouvernorat de Sidi Bouzid | 21 660     |
| Nefta                                | Gouvernorat de Tozeur      | 21 654     |
| Medjez el-Bab                        | Gouvernorat de Béja        | 21 653     |
| Bou Salem                            | Gouvernorat de Jendouba    | 21 638     |
| Béni Khiar                           | Gouvernorat de Nabeul      | 21 626     |
| Moularès                             | Gouvernorat de Gafsa       | 21 431     |
| El Jem                               | Gouvernorat de Mahdia      | 21 234     |
| Tinja                                | Gouvernorat de Bizerte     | 21 139     |
| Sidi Zid-Awled Moulahem              | Gouvernorat de Mahdia      | 21 100     |
| Nadhour-Sidi Ali Ben Abed            | Gouvernorat de Sfax        | 20 855     |
| Zaghouan                             | Gouvernorat de Zaghouan    | 20 798     |
| Zaouiet Sousse                       | Gouvernorat de Sousse      | 20 681     |
| Kébili                               | Gouvernorat de Kébili      | 20 623     |
| Utique                               | Gouvernorat de Bizerte     | 19 922     |
| Mornaguia                            | Gouvernorat de la Manouba  | 19 834     |
| Tabarka                              | Gouvernorat de Jendouba    | 19 770     |
| Ghardimaou                           | Gouvernorat de Jendouba    | 19 495     |
| Hadjeb                               | Gouvernorat de Sfax        | 19 455     |
| Lessouda                             | Gouvernorat de Sidi Bouzid | 19 451     |
| Hassi El Ferid                       | Gouvernorat de Kasserine   | 19 400     |
| Habib Thameur Bouatouch              | Gouvernorat de Gabès       | 19 320     |
| El Ayoun                             | Gouvernorat de Kasserine   | 19 211     |
| Menzel Abderrahmane                  | Gouvernorat de Bizerte     | 19 078     |
| Sahline Moôtmar                      | Gouvernorat de Monastir    | 19 013     |
| Grimet-Hicher                        | Gouvernorat de Sousse      | 18 985     |
| Hazeg Ellouza                        | Gouvernorat de Sfax        | 18 914     |
| Souk Lahad                           | Gouvernorat de Kébili      | 18 905     |
| Menzel Bouzelfa                      | Gouvernorat de Nabeul      | 18 851     |
| El Hachachna                         | Gouvernorat de Bizerte     | 18 797     |
| El Alia                              | Gouvernorat de Bizerte     | 18 359     |
| Thala                                | Gouvernorat de Kasserine   | 18 230     |
| Kalâat el-Andalous                   | Gouvernorat de l'Ariana    | 18 211     |
| Bekalta                              | Gouvernorat de Monastir    | 17 850     |
| Aachech-Aouadna-Boujarbou-Majel Draj | Gouvernorat de Sfax        | 17 804     |
| Tajerouine                           | Gouvernorat du Kef         | 17 530     |
| Ezzouhour                            | Gouvernorat de Sousse      | 17 348     |
| Carthage                             | Gouvernorat de Tunis       | 17 010     |
| Ennasr                               | Gouvernorat de Sfax        | 16 976     |
| Zéramdine                            | Gouvernorat de Monastir    | 16 806     |
| Jouaouda                             | Gouvernorat de Jendouba    | 16 739     |
| Tlelsa                               | Gouvernorat de Mahdia      | 16 153     |
| Bembla-Mnara                         | Gouvernorat de Monastir    | 16 078     |
| Mahrès                               | Gouvernorat de Sfax        | 15 878     |
| Baten Ghzal                          | Gouvernorat de Sidi Bouzid | 15 507     |
| Kerkennah                            | Gouvernorat de Sfax        | 15 501     |
| Béni Khalled                         | Gouvernorat de Nabeul      | 15 463     |
| Faouar                               | Gouvernorat de Kébili      | 15 376     |
| Tazougrane-Boukrim-Zaouiet El Mgaies | Gouvernorat de Nabeul      | 15 322     |
| Zannouch                             | Gouvernorat de Gafsa       | 15 259     |
| Abida                                | Gouvernorat de Kairouan    | 15 033     |
| Aïn Sobh-Nadhour                     | Gouvernorat de Jendouba    | 15 051     |
| Rakhmat                              | Gouvernorat de Kasserine   | 14 958     |
| Chenini Nahal                        | Gouvernorat de Gabès       | 14 803     |
| Smâr                                 | Gouvernorat de Tataouine   | 14 793     |
| Belkhir                              | Gouvernorat de Gafsa       | 14 784     |
| Meknassy                             | Gouvernorat de Sidi Bouzid | 14 773     |
| Bouzguem                             | Gouvernorat de Kasserine   | 14 579     |
| Sidi Morched                         | Gouvernorat de Siliana     | 14 404     |
| Sidi Jedidi                          | Gouvernorat de Monastir    | 14 222     |
| Bennane-Bodheur                      | Gouvernorat de Monastir    | 14 218     |
| El Guettar                           | Gouvernorat de Gafsa       | 14 088     |
| Hkaima                               | Gouvernorat de Mahdia      | 13 776     |
| El Bassatine                         | Gouvernorat de la Manouba  | 13 701     |
| Makthar                              | Gouvernorat de Siliana     | 13 542     |
| Kalaa-Maaden-Farksan                 | Gouvernorat de Jendouba    | 13 377     |
| Aïn Khmaissia                        | Gouvernorat de Kasserine   | 13 346     |
| Testour                              | Gouvernorat de Béja        | 13 331     |
| Kettana                              | Gouvernorat de Gabès       | 13 310     |
| Bou Arada                            | Gouvernorat de Siliana     | 13 162     |
| Ksibet el-Médiouni                   | Gouvernorat de Monastir    | 13 122     |
| Souk Sebt                            | Gouvernorat de Jendouba    | 13 031     |
| Dahmani                              | Gouvernorat du Kef         | 12 964     |
| Sayada                               | Gouvernorat de Monastir    | 12 962     |
| Aïn El Beïdha                        | Gouvernorat de Kairouan    | 12 956     |
| Menzel Hayet                         | Gouvernorat de Monastir    | 12 927     |
| Messaadine                           | Gouvernorat de Sousse      | 12 916     |
| Khmouda                              | Gouvernorat de Kasserine   | 12 889     |
| Zaafrana-Dir Kef                     | Gouvernorat du Kef         | 12 830     |
| Mdhilla                              | Gouvernorat de Gafsa       | 12 814     |
| Saouaf                               | Gouvernorat de Zaghouan    | 12 681     |
| Chrifet-Boucharray                   | Gouvernorat de Nabeul      | 12 210     |
| Bouchemma                            | Gouvernorat de Gabès       | 12 182     |
| Khmairia                             | Gouvernorat de Jendouba    | 12 173     |
| Le Sers                              | Gouvernorat du Kef         | 12 108     |
| Zelba                                | Gouvernorat de Mahdia      | 12 021     |
| El Amaiem                            | Gouvernorat de Zaghouan    | 11 993     |
| Bou Argoub                           | Gouvernorat de Nabeul      | 11 990     |
| Skhira                               | Gouvernorat de Sfax        | 11 912     |
| Téboursouk                           | Gouvernorat de Béja        | 11 865     |
| Zriba                                | Gouvernorat de Zaghouan    | 11 819     |
| Bechli-Blidet-Jerssin                | Gouvernorat de Kébili      | 11 803     |
| Menzel Ennour                        | Gouvernorat de Monastir    | 11 772     |
| Mareth                               | Gouvernorat de Gabès       | 11 678     |
| Ksibet Thrayet                       | Gouvernorat de Sousse      | 11 623     |
| Agareb                               | Gouvernorat de Sfax        | 11 513     |
| Chaouachi                            | Gouvernorat de Kairouan    | 11 440     |
| Regueb                               | Gouvernorat de Sidi Bouzid | 11 420     |
| Sidi Thabet                          | Gouvernorat de l'Ariana    | 11 351     |
| Khniss                               | Gouvernorat de Monastir    | 11 229     |
| Thibar                               | Gouvernorat de Béja        | 11 206     |
| Enfida                               | Gouvernorat de Sousse      | 10 990     |
| Lela                                 | Gouvernorat de Gafsa       | 10 875     |
| Rejiche                              | Gouvernorat de Mahdia      | 10 806     |
| Métouia                              | Gouvernorat de Gabès       | 10 716     |
| Hajeb El Ayoun                       | Gouvernorat de Kairouan    | 10 621     |
| Chraitia-Ksour                       | Gouvernorat de Kairouan    | 10 412     |
| Gaâfour                              | Gouvernorat de Siliana     | 10 399     |
| Sidi Bou Ali                         | Gouvernorat de Sousse      | 10 282     |
| Dkhilet Toujane                      | Gouvernorat de Gabès       | 10 277     |
| Menzel El Habib                      | Gouvernorat de Gabès       | 10 148     |
| Sidi Aïch                            | Gouvernorat de Gafsa       | 10 084     |
| Sidi Ismaïl                          | Gouvernorat de Béja        | 9 965      |
| Oudhref                              | Gouvernorat de Gabès       | 9 932      |
| Bouficha                             | Gouvernorat de Sousse      | 9 931      |
| Metline                              | Gouvernorat de Bizerte     | 9 904      |
| Raf Raf                              | Gouvernorat de Bizerte     | 9 850      |
| Jérissa                              | Gouvernorat du Kef         | 9 807      |
| Aïn Draham                           | Gouvernorat de Jendouba    | 9 659      |
| Mansoura                             | Gouvernorat de Sidi Bouzid | 9 658      |
| Ghomrassen                           | Gouvernorat de Tataouine   | 9 568      |
| Sened                                | Gouvernorat de Gafsa       | 9 533      |
| El Haouaria                          | Gouvernorat de Nabeul      | 9 508      |
| Tazarka                              | Gouvernorat de Nabeul      | 9 388      |
| Sidi Ali Ben Aoun                    | Gouvernorat de Sidi Bouzid | 9 297      |
| Jhina                                | Gouvernorat de Kairouan    | 9 262      |
| Hammam Ghezèze                       | Gouvernorat de Nabeul      | 9 076      |
| Oueslatia                            | Gouvernorat de Kairouan    | 9 006      |
| Bechri-Fatnassa                      | Gouvernorat de Kébili      | 8 960      |
| Beni Hassen                          | Gouvernorat de Monastir    | 8 801      |
| Khalidia                             | Gouvernorat de Ben Arous   | 8 470      |
| Menzel Kamel                         | Gouvernorat de Monastir    | 8 432      |
| Haffouz                              | Gouvernorat de Kairouan    | 8 429      |
| Sidi Ameur-Mesjed-Aïssa              | Gouvernorat de Monastir    | 8 404      |
| Rahal                                | Gouvernorat de Sidi Bouzid | 8 399      |
| Bir Mcherga                          | Gouvernorat de Zaghouan    | 8 329      |
| Bohra                                | Gouvernorat du Kef         | 8 168      |
| Kalaat Senan                         | Gouvernorat du Kef         | 8 145      |
| Amiret Hajjaj                        | Gouvernorat de Monastir    | 8 121      |
| El Maâmoura                          | Gouvernorat de Nabeul      | 8 039      |
| Sbikha                               | Gouvernorat de Kairouan    | 8 036      |
| Bir Lahmar                           | Gouvernorat de Tataouine   | 7 955      |
| El Golâa                             | Gouvernorat de Kébili      | 7 912      |
| Degache                              | Gouvernorat de Tozeur      | 7 893      |
| Zaouiet Djedidi                      | Gouvernorat de Nabeul      | 7 862      |
| El Krib                              | Gouvernorat de Siliana     | 7 841      |
| Bou Hajla                            | Gouvernorat de Kairouan    | 7 828      |
| El Maâgoula                          | Gouvernorat de Béja        | 7 809      |
| Foussana                             | Gouvernorat de Kasserine   | 7 703      |
| Hbabsa                               | Gouvernorat de Siliana     | 7 564      |
| El Hencha                            | Gouvernorat de Sfax        | 7 575      |
| Nadhour                              | Gouvernorat de Zaghouan    | 7 567      |
| Tataouine Sud                        | Gouvernorat de Tataouine   | 7 543      |
| Nouvelle Matmata                     | Gouvernorat de Gabès       | 7 526      |
| Sidi Alouane                         | Gouvernorat de Mahdia      | 7 500      |
| Kerker                               | Gouvernorat de Mahdia      | 7 467      |
| Hergla                               | Gouvernorat de Sousse      | 7 419      |
| El Bradâa                            | Gouvernorat de Mahdia      | 7 404      |
| Mezzouna                             | Gouvernorat de Sidi Bouzid | 7 390      |
| Slouguia                             | Gouvernorat de Béja        | 7 348      |
| Nefza                                | Gouvernorat de Béja        | 7 302      |
| Chott Meriem                         | Gouvernorat de Sousse      | 7 294      |
| Touza                                | Gouvernorat de Monastir    | 7 236      |
| Jemna                                | Gouvernorat de Kébili      | 7 194      |
| Jebiniana                            | Gouvernorat de Sfax        | 7 190      |
| Menzel Bouzaiane                     | Gouvernorat de Sidi Bouzid | 7 113      |
| Somâa                                | Gouvernorat de Nabeul      | 7 017      |
| Thélepte                             | Gouvernorat de Kasserine   | 6 932      |
| Zaouiet Kontoch                      | Gouvernorat de Monastir    | 6 713      |
| Boughrara                            | Gouvernorat de Médenine    | 6 709      |
| Melloulèche                          | Gouvernorat de Mahdia      | 6 704      |
| Borj El Amri                         | Gouvernorat de la Manouba  | 6 519      |
| Sbiba                                | Gouvernorat de Kasserine   | 6 504      |
| Bir El Hafey                         | Gouvernorat de Sidi Bouzid | 6 475      |
| Majel Bel Abbès                      | Gouvernorat de Kasserine   | 6 471      |
| El Batan                             | Gouvernorat de la Manouba  | 6 453      |
| El Hamma du Jérid                    | Gouvernorat de Tozeur      | 6 439      |
| Sakiet Sidi Youssef                  | Gouvernorat du Kef         | 6 335      |
| Remada                               | Gouvernorat de Tataouine   | 6 289      |
| Amiret Touazra                       | Gouvernorat de Monastir    | 6 261      |
| Bouhjar                              | Gouvernorat de Monastir    | 6 137      |
| Sidi Bou Saïd                        | Gouvernorat de Tunis       | 5 911      |
| El Ksour                             | Gouvernorat du Kef         | 5 852      |
| Jilma                                | Gouvernorat de Sidi Bouzid | 5 821      |
| Lamta                                | Gouvernorat de Monastir    | 5 790      |
| Chorbane                             | Gouvernorat de Mahdia      | 5 700      |
| Sejnane                              | Gouvernorat de Bizerte     | 5 645      |
| Zarat                                | Gouvernorat de Gabès       | 5 627      |
| El Marja                             | Gouvernorat du Kef         | 5 472      |
| Essouassi                            | Gouvernorat de Mahdia      | 5 381      |
| Ghar El Melh                         | Gouvernorat de Bizerte     | 5 345      |
| Djebel Oust                          | Gouvernorat de Zaghouan    | 5 325      |
| Amiret El Fhoul                      | Gouvernorat de Monastir    | 5 255      |
| Menzel Horr                          | Gouvernorat de Nabeul      | 5 243      |
| Amdoun                               | Gouvernorat de Béja        | 5 204      |
| Aousja                               | Gouvernorat de Bizerte     | 5 126      |
| El Ghnada                            | Gouvernorat de Monastir    | 5 100      |
| Azmour                               | Gouvernorat de Nabeul      | 5 054      |
| Nasrallah                            | Gouvernorat de Kairouan    | 5 012      |
| Bargou                               | Gouvernorat de Siliana     | 4 916      |
| Bir Ali Ben Khalifa                  | Gouvernorat de Sfax        | 4 905      |
| El Masdour-Menzel Harb               | Gouvernorat de Monastir    | 4 705      |
| Hazoua                               | Gouvernorat de Tozeur      | 4 700      |
| Rouhia                               | Gouvernorat de Siliana     | 4 675      |
| Dar Allouch                          | Gouvernorat de Nabeul      | 4 558      |
| Sidi Bennour                         | Gouvernorat de Monastir    | 4 520      |
| Cherahil                             | Gouvernorat de Monastir    | 4 406      |
| Jedelienne                           | Gouvernorat de Kasserine   | 4 352      |
| Bou Merdes                           | Gouvernorat de Mahdia      | 4 338      |
| Dehiba                               | Gouvernorat de Tataouine   | 4 295      |
| Rjim Maatoug                         | Gouvernorat de Kébili      | 4 237      |
| El Mida                              | Gouvernorat de Nabeul      | 4 155      |
| Goubellat                            | Gouvernorat de Béja        | 4 128      |
| Sidi Boubaker                        | Gouvernorat de Gafsa       | 4 124      |
| Menzel Mehiri                        | Gouvernorat de Kairouan    | 3 870      |
| Fernana                              | Gouvernorat de Jendouba    | 3 831      |
| Kondar                               | Gouvernorat de Sousse      | 3 804      |
| Menzel Fersi                         | Gouvernorat de Monastir    | 3 603      |
| Korbous                              | Gouvernorat de Nabeul      | 3 532      |
| Haïdra                               | Gouvernorat de Kasserine   | 3 451      |
| Cebbala Ouled Asker                  | Gouvernorat de Sidi Bouzid | 3 361      |
| Nebeur                               | Gouvernorat du Kef         | 3 299      |
| El Alâa                              | Gouvernorat de Kairouan    | 3 276      |
| Sidi Bou Rouis                       | Gouvernorat de Siliana     | 3 258      |
| Graïba                               | Gouvernorat de Sfax        | 3 251      |
| Hebira                               | Gouvernorat de Mahdia      | 3 248      |
| Sidi Makhlouf                        | Gouvernorat de Médenine    | 3 070      |
| Beni Khedache                        | Gouvernorat de Médenine    | 2 930      |
| Chebika                              | Gouvernorat de Kairouan    | 2 921      |
| El Aroussa                           | Gouvernorat de Siliana     | 2 905      |
| Sidi El Hani                         | Gouvernorat de Sousse      | 2 706      |
| Kesra                                | Gouvernorat de Siliana     | 2 602      |
| Kalâat Khasba                        | Gouvernorat du Kef         | 2 558      |
| Ouled Haffouz                        | Gouvernorat de Sidi Bouzid | 2 494      |
| Oued Meliz                           | Gouvernorat de Jendouba    | 2 388      |
| Tamerza                              | Gouvernorat de Tozeur      | 2 334      |
| Menzel Chaker                        | Gouvernorat de Sfax        | 2 278      |
| Touiref                              | Gouvernorat du Kef         | 2 178      |
| Matmata                              | Gouvernorat de Gabès       | 1 847      |
| Menzel Salem                         | Gouvernorat du Kef         | 1 824      |
| Aïn Djeloula                         | Gouvernorat de Kairouan    | 1 757      |
| Echrarda                             | Gouvernorat de Kairouan    | 1 705      |
| Beni M'Tir                           | Gouvernorat de Jendouba    | 784        |

Autres exemples de quelques sièges de municipalités
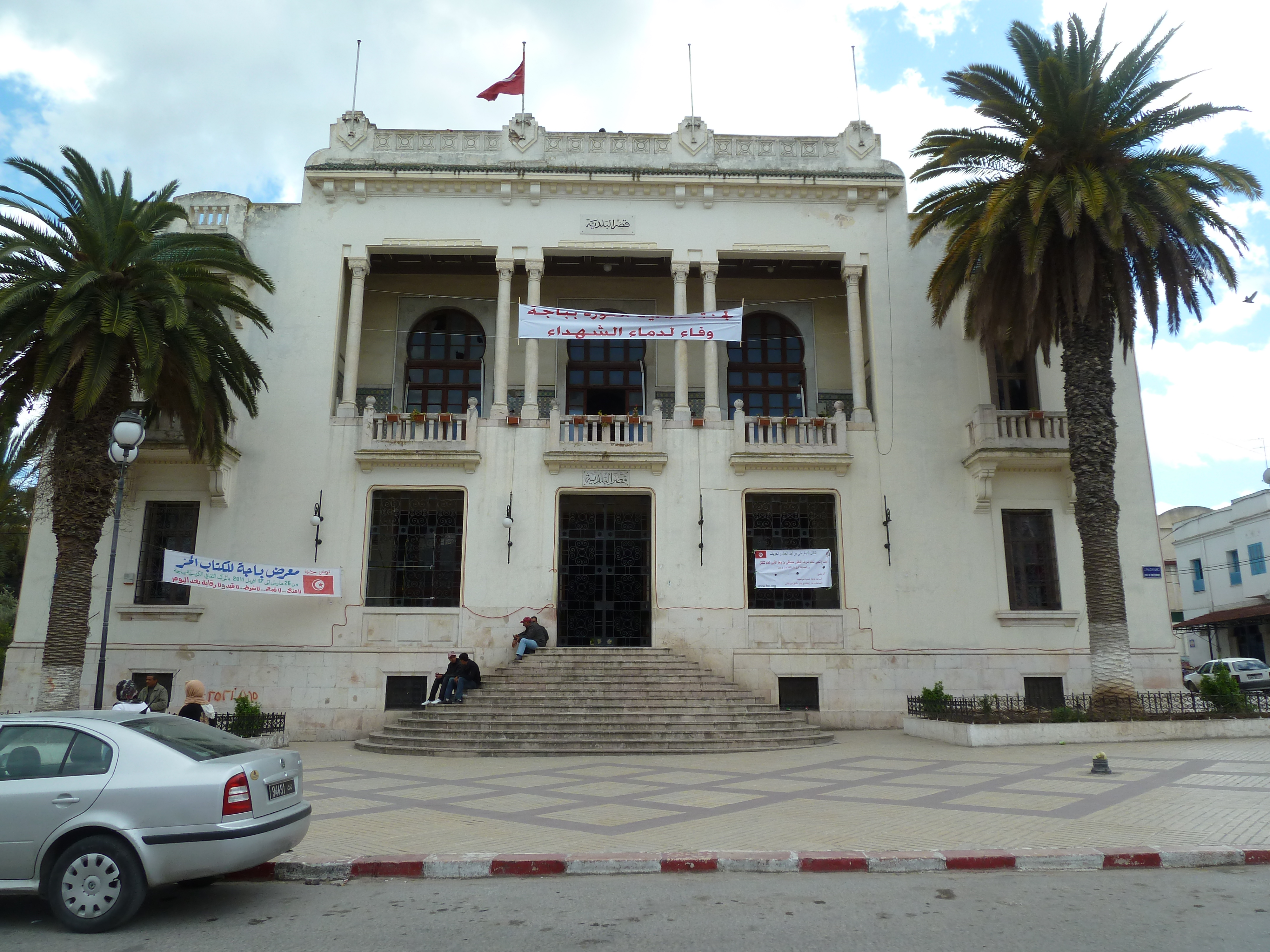
Municipalité de Béja
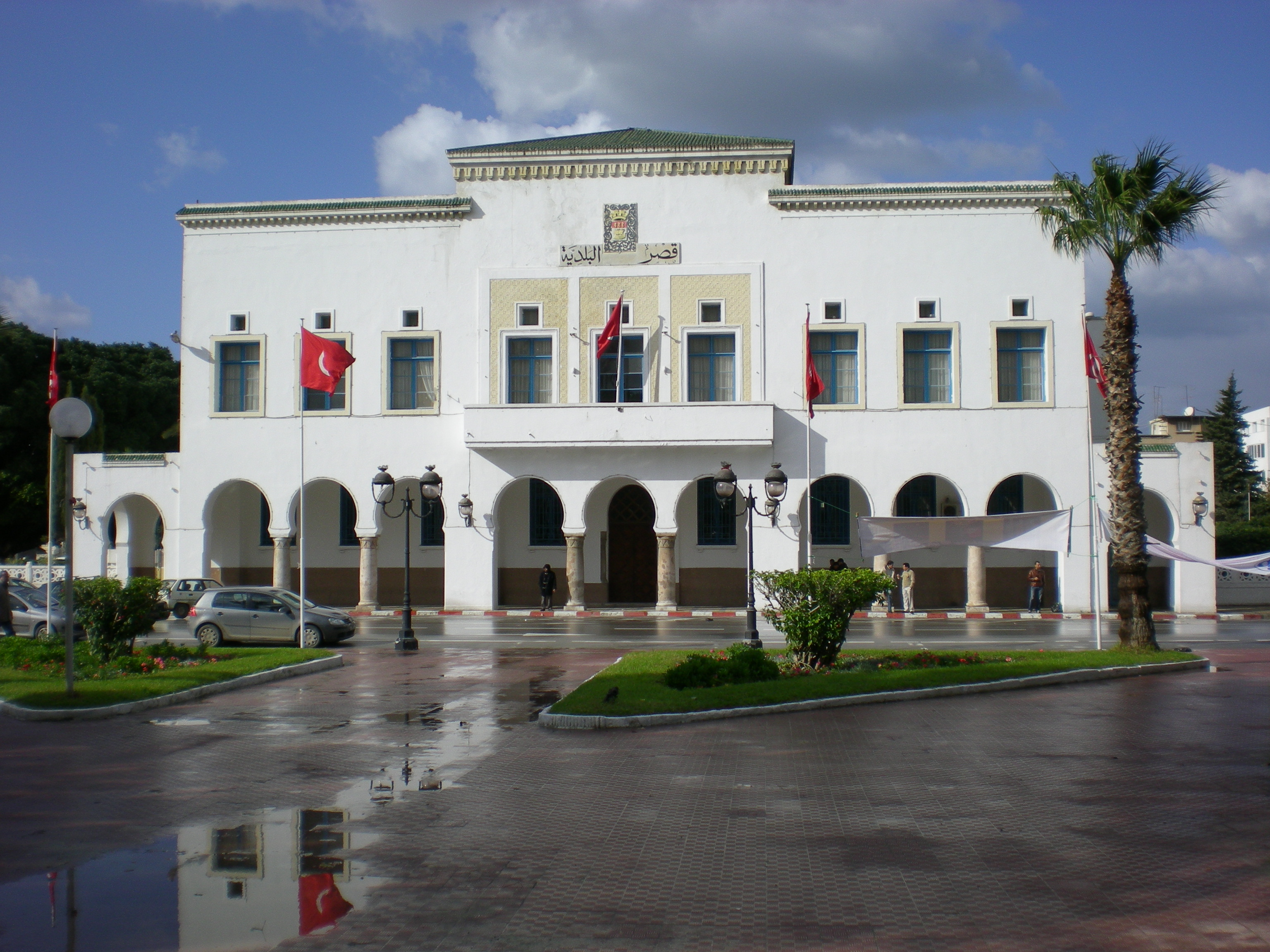
Municipalité de Bizerte
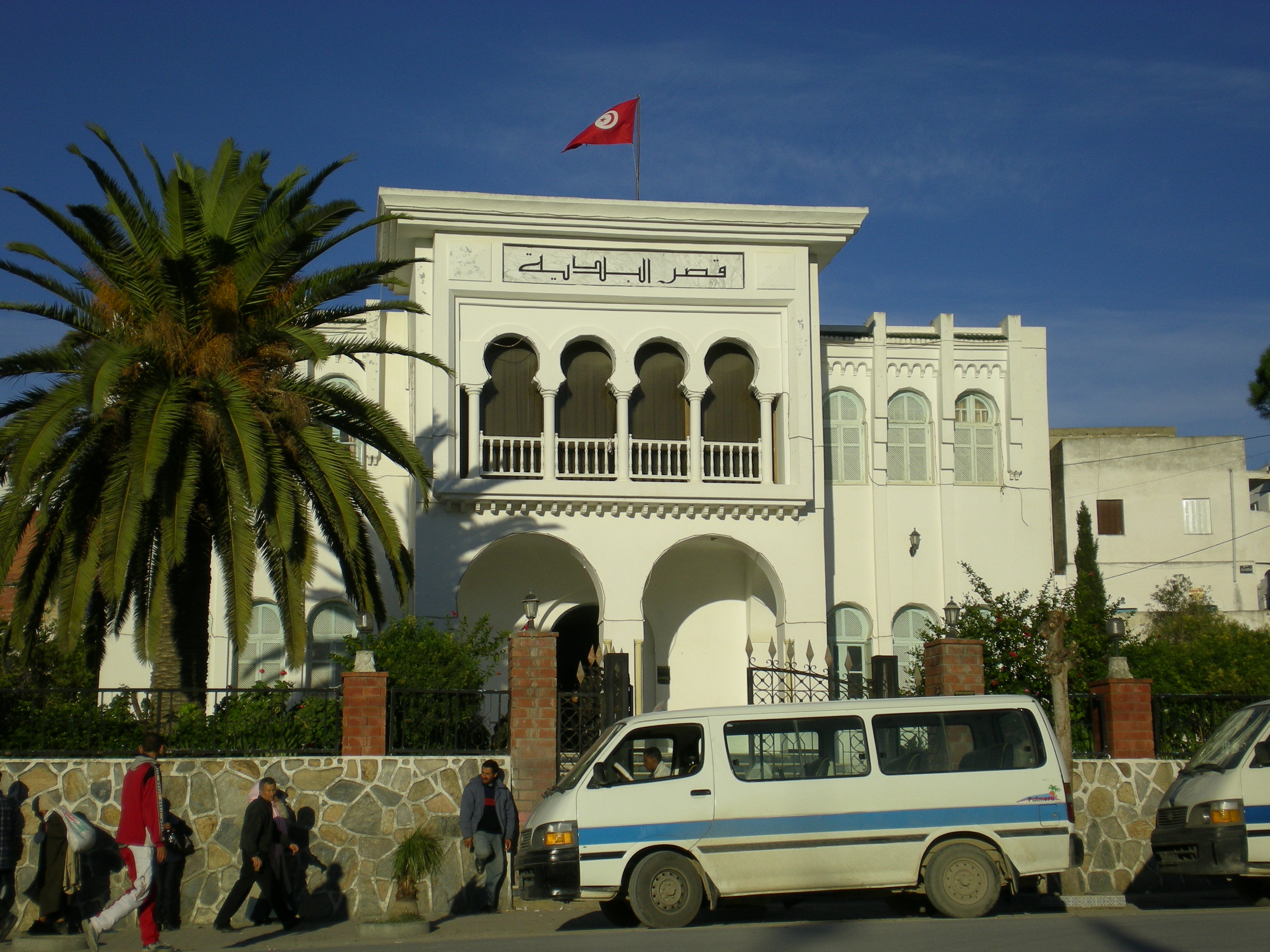
Municipalité d'El Alia
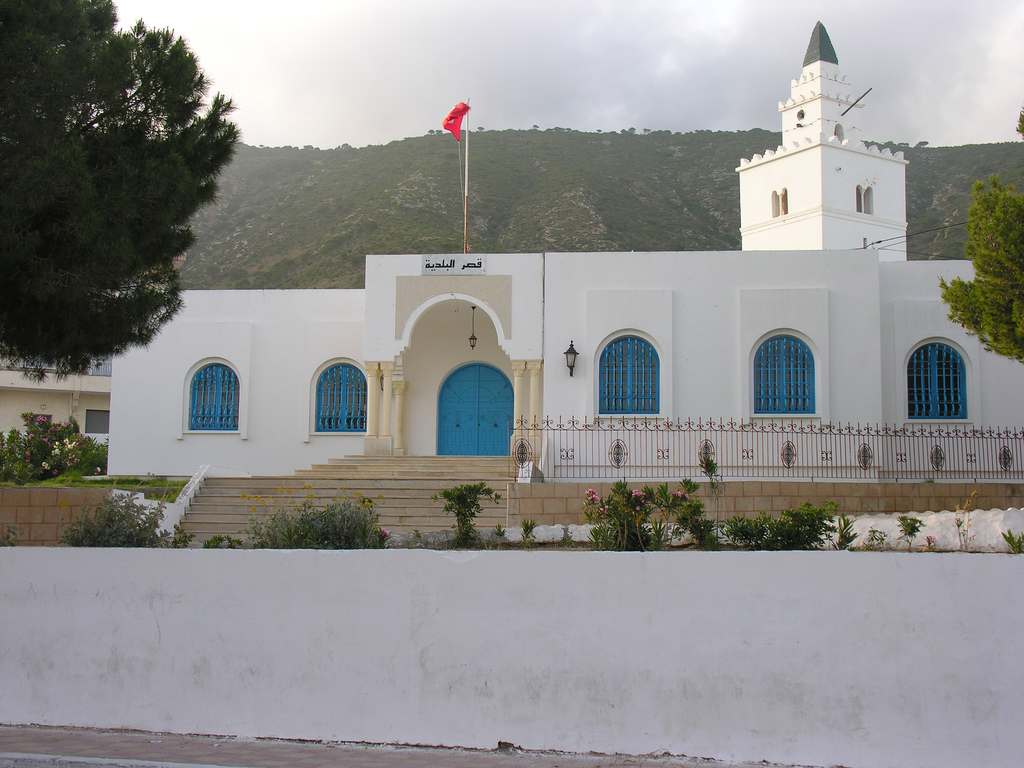
Municipalité de Ghar El Melh
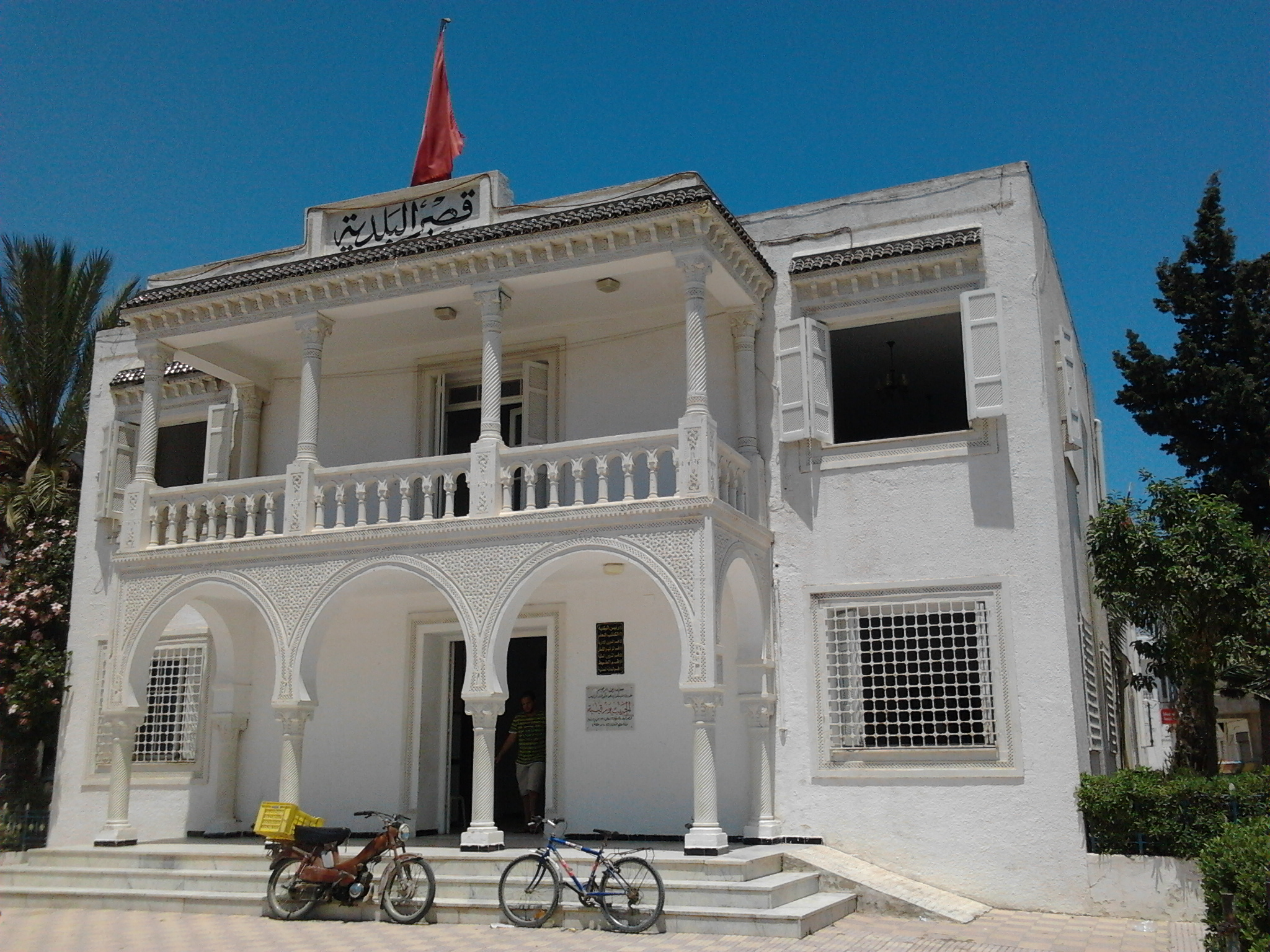
Municipalité de Hammam Ghezèze
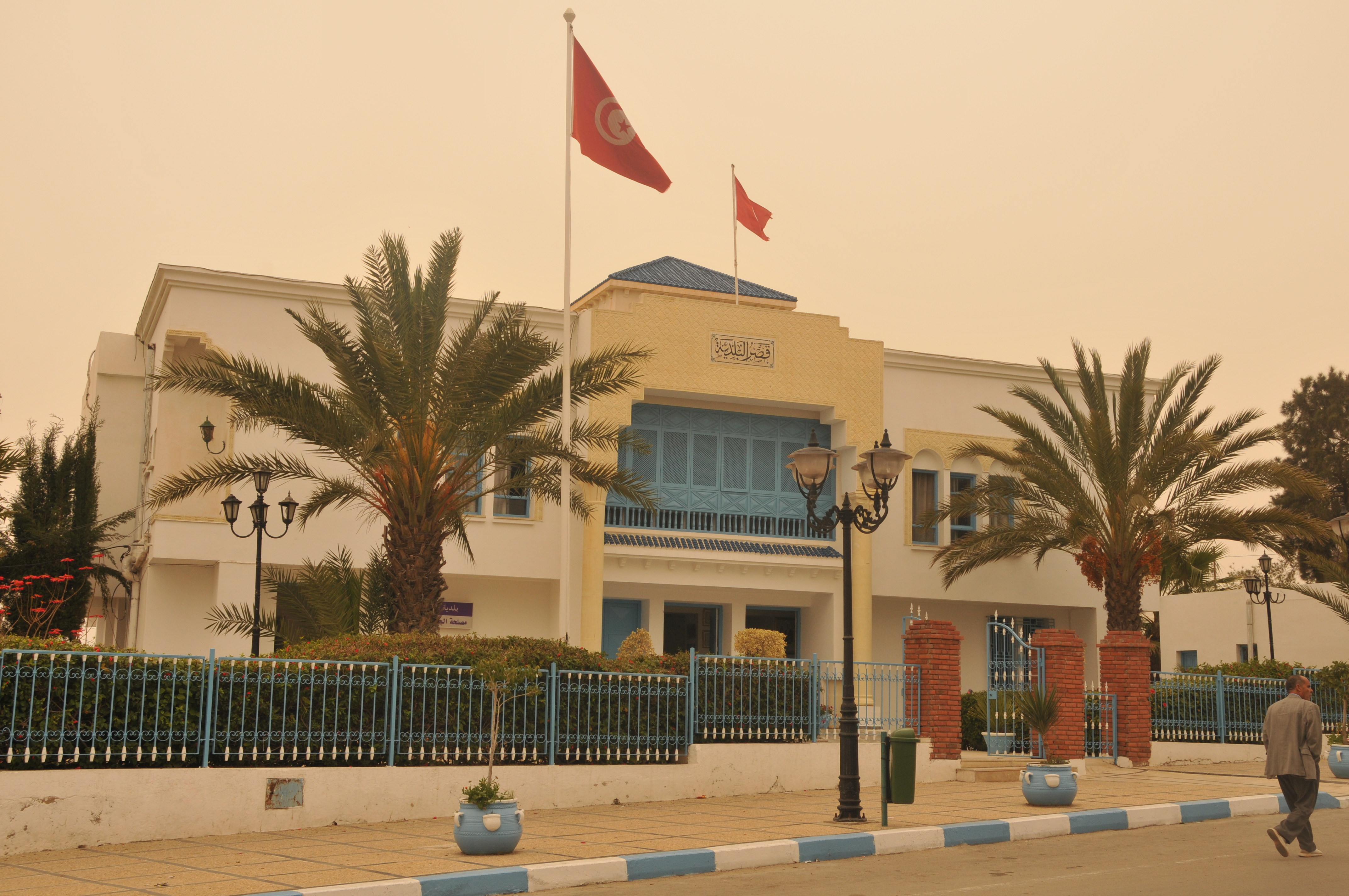
Municipalité de Hergla
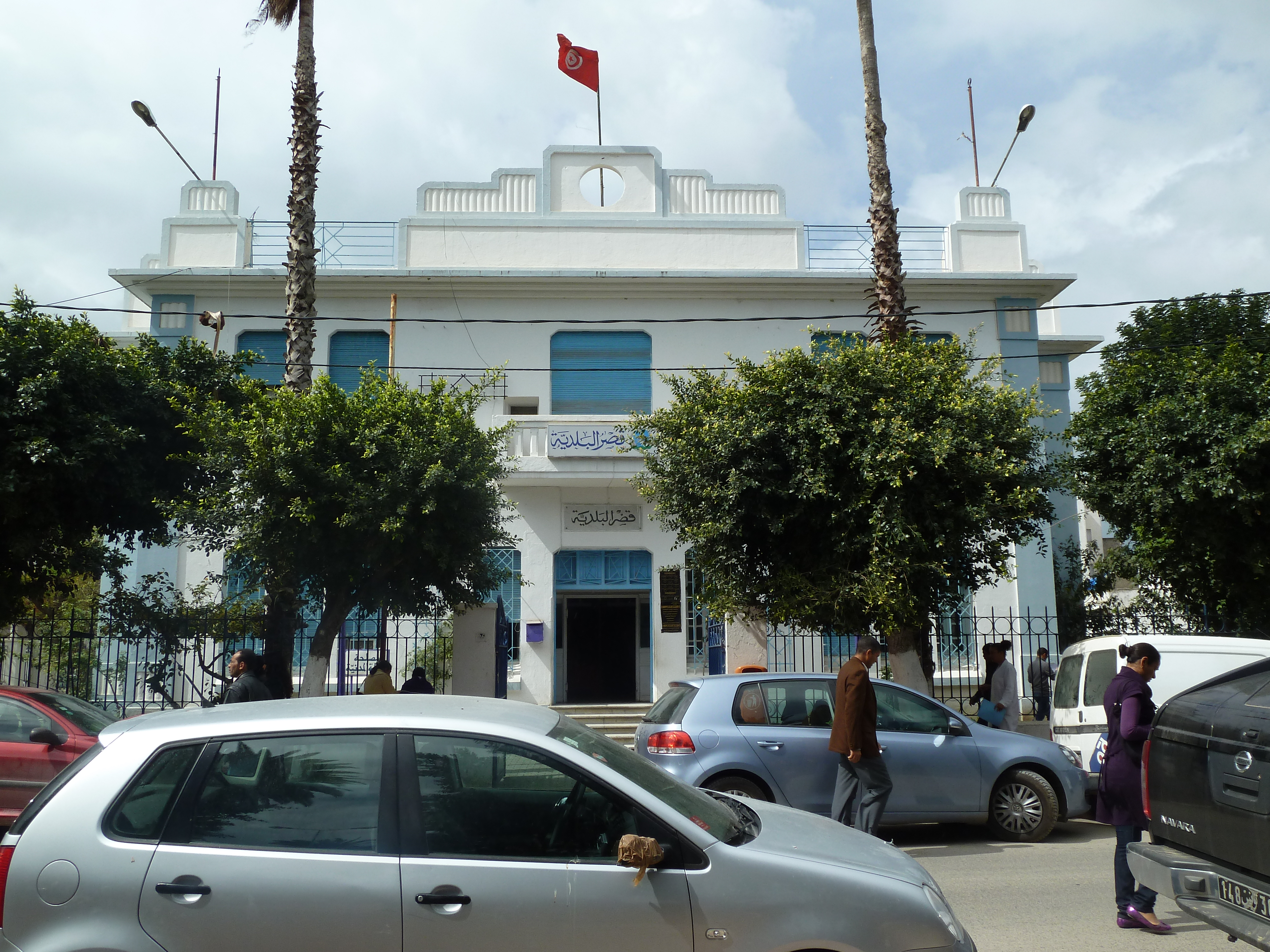
Municipalité de Jendouba
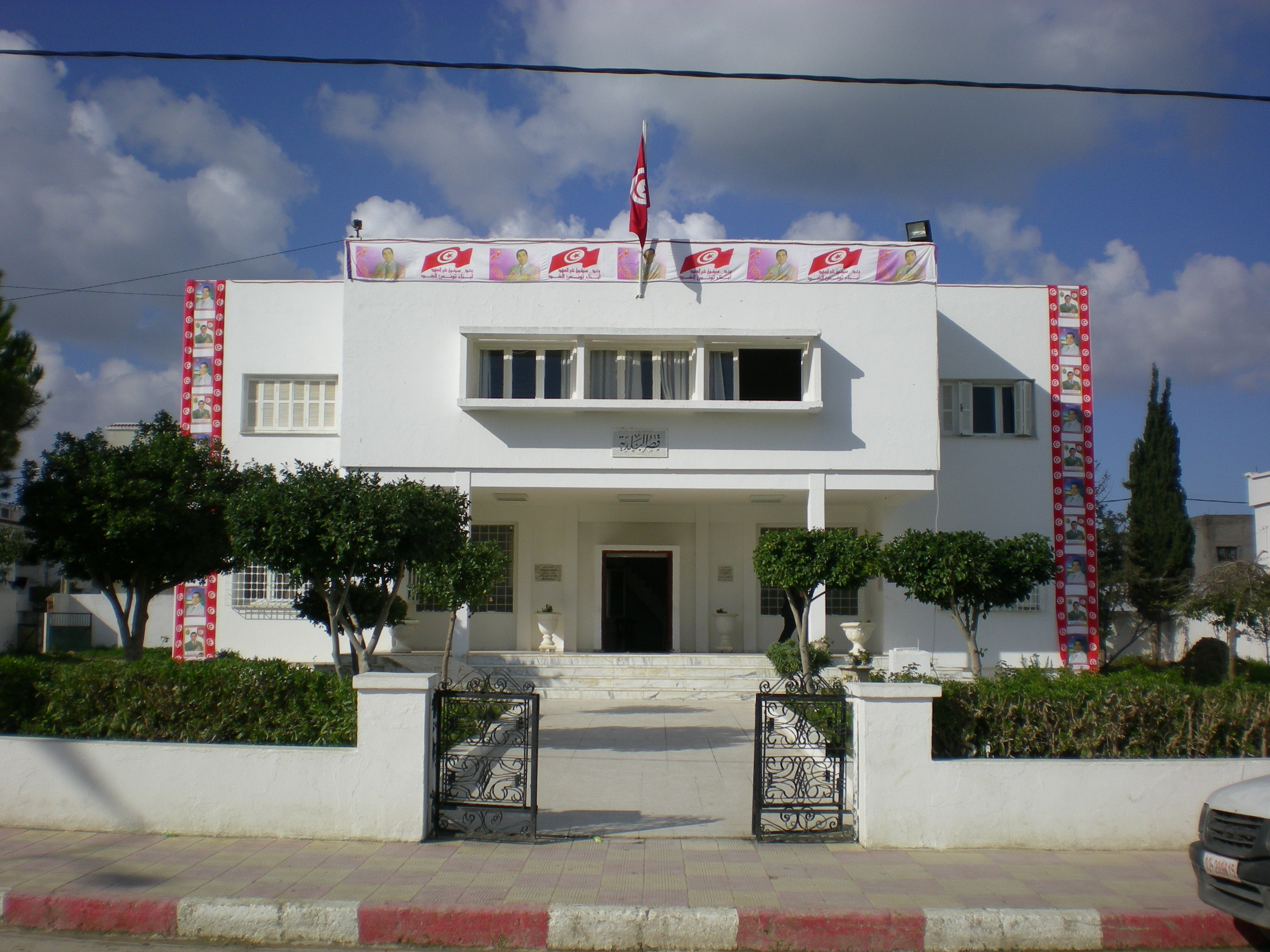
Municipalité de Kalâat el-Andalous
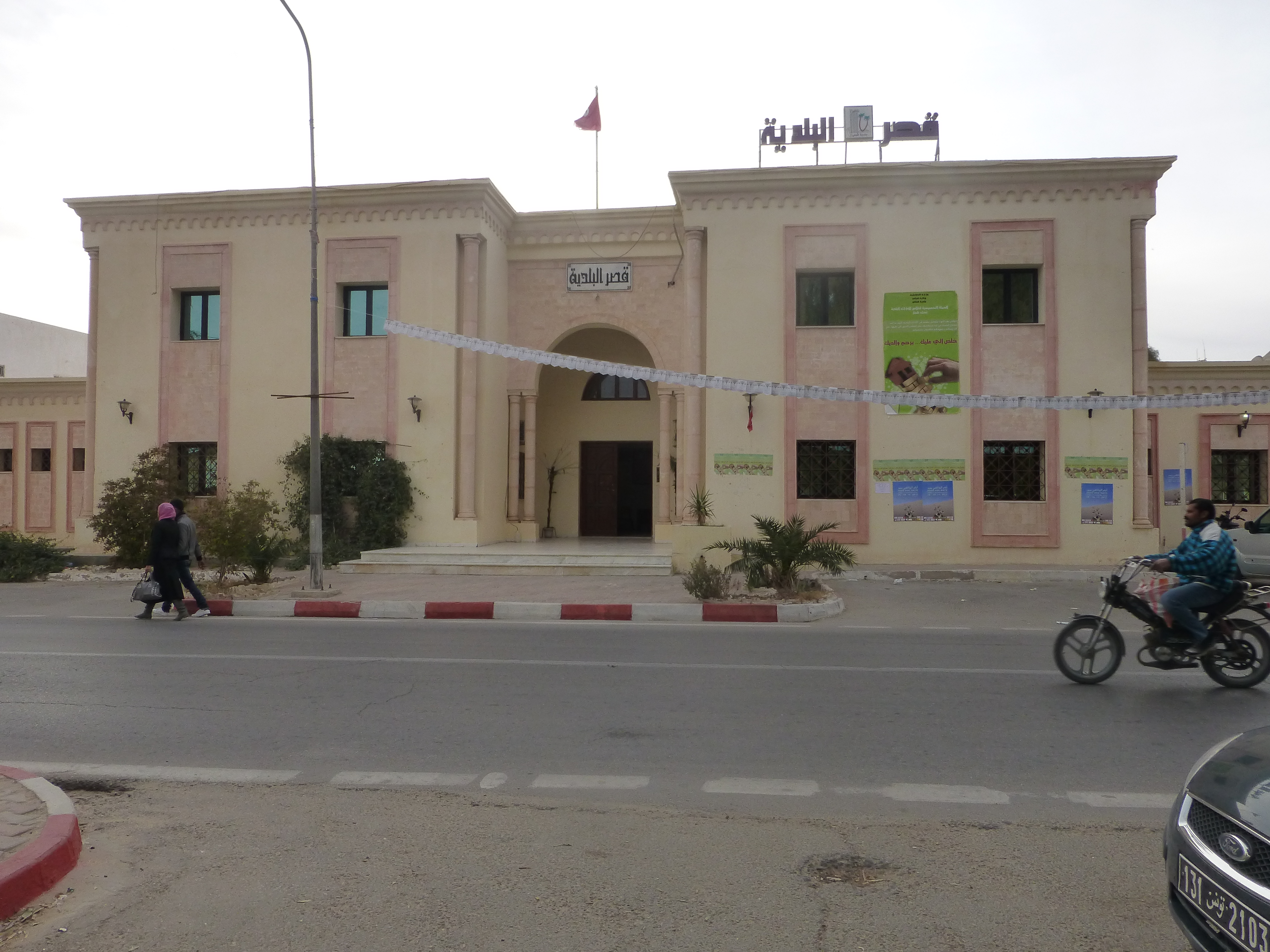
Municipalité de Kébili
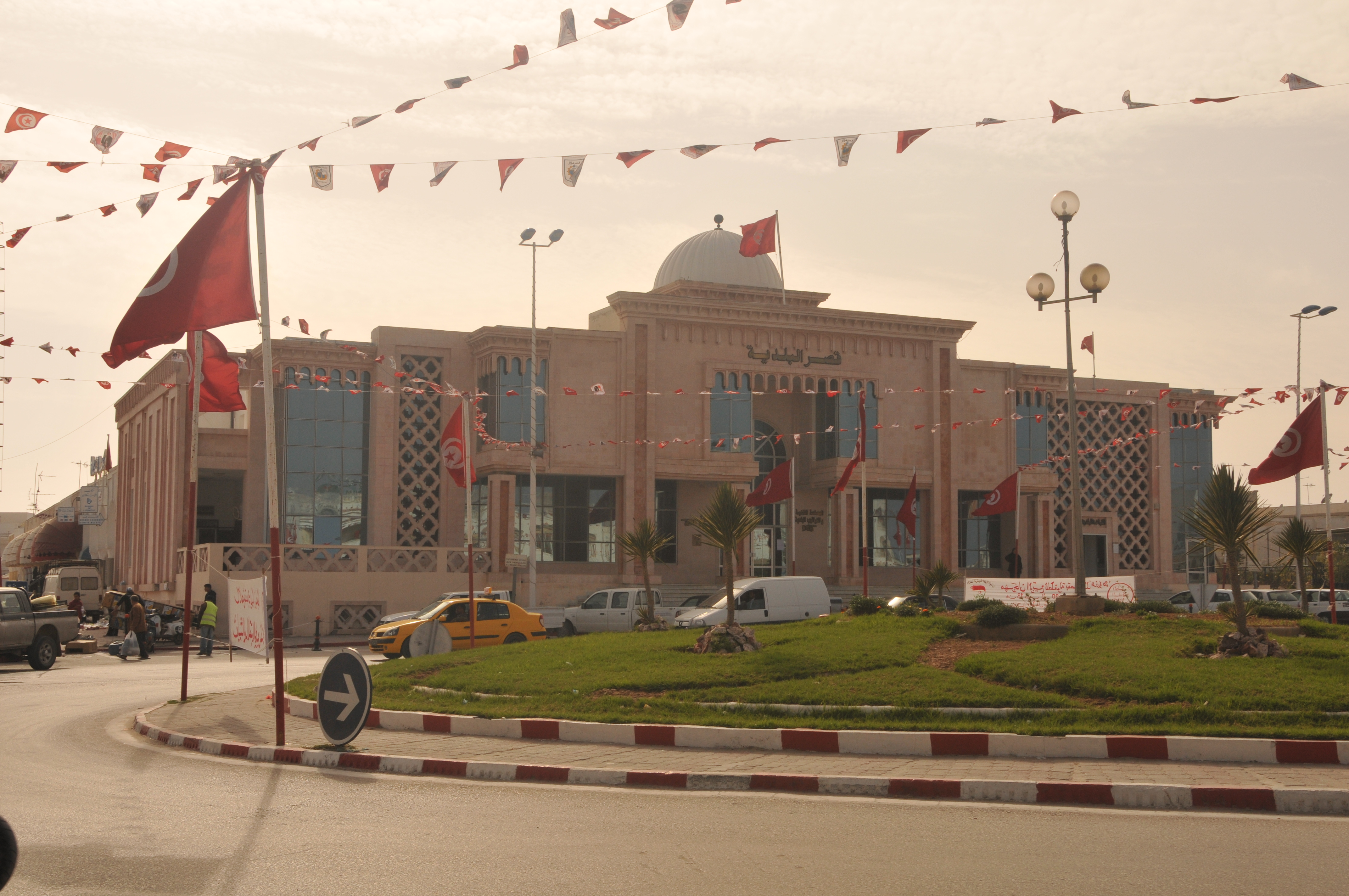
Municipalité de Ksar Hellal
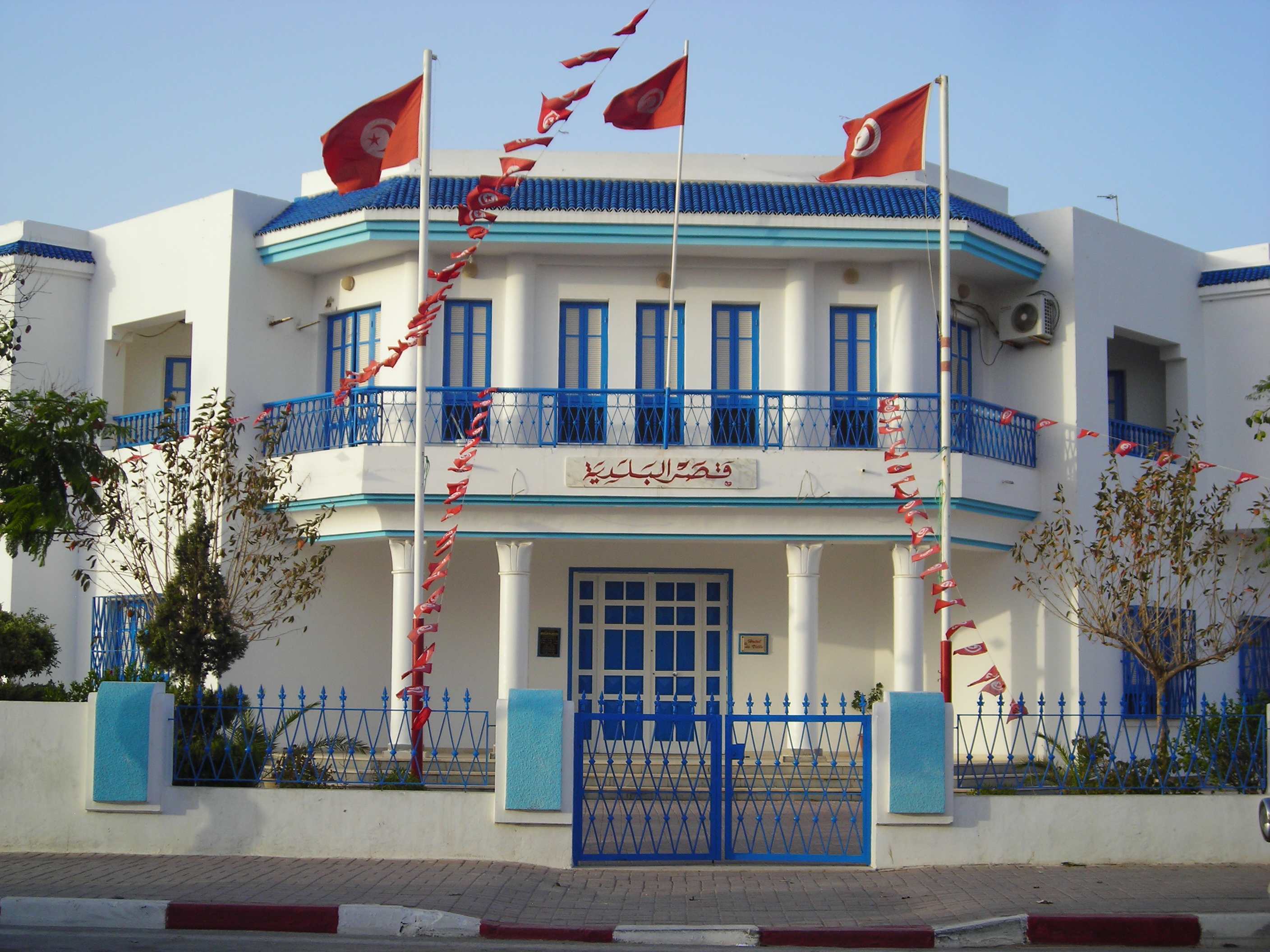
Municipalité de Ksibet el-Médiouni
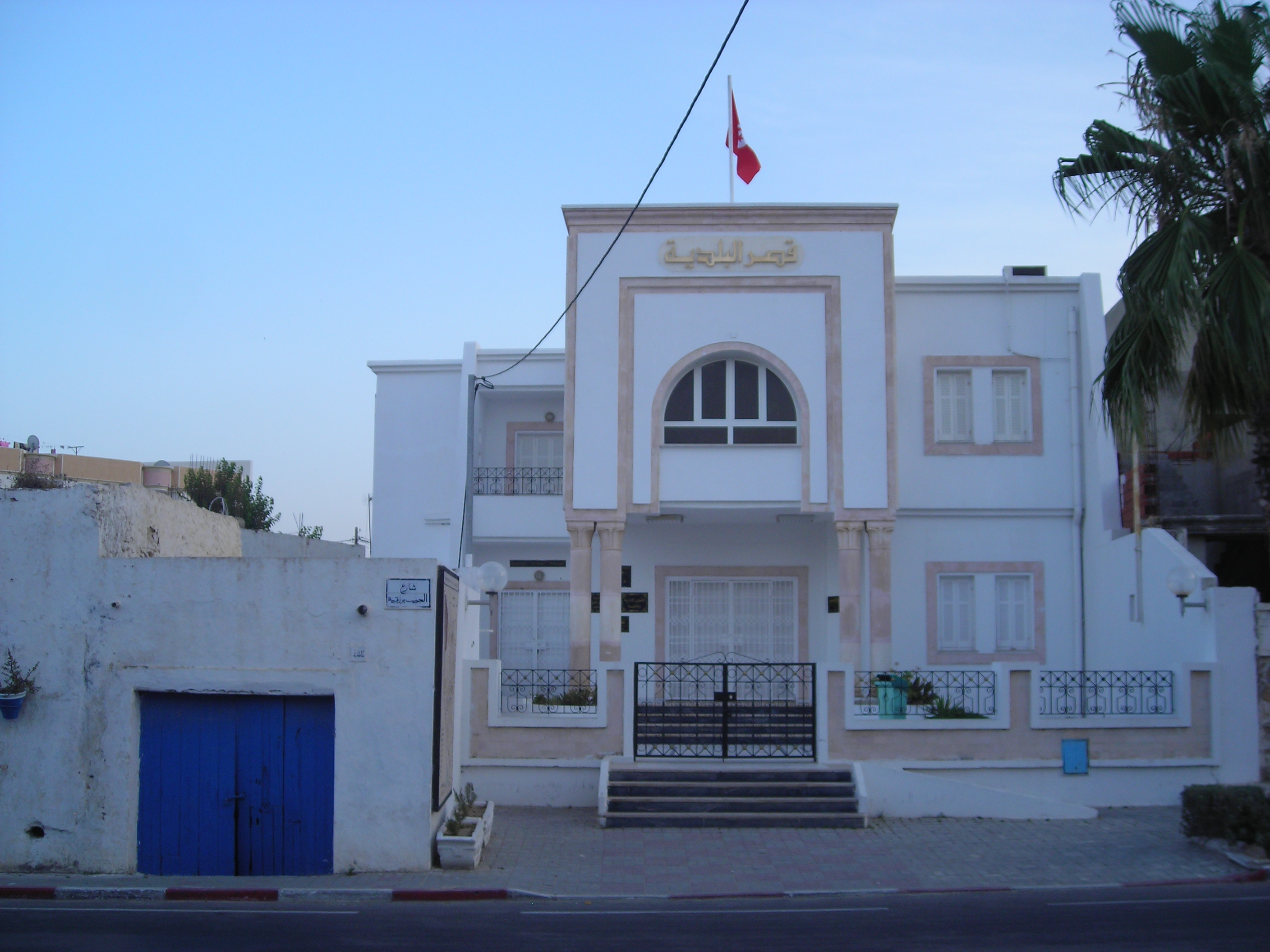
Municipalité de Lamta
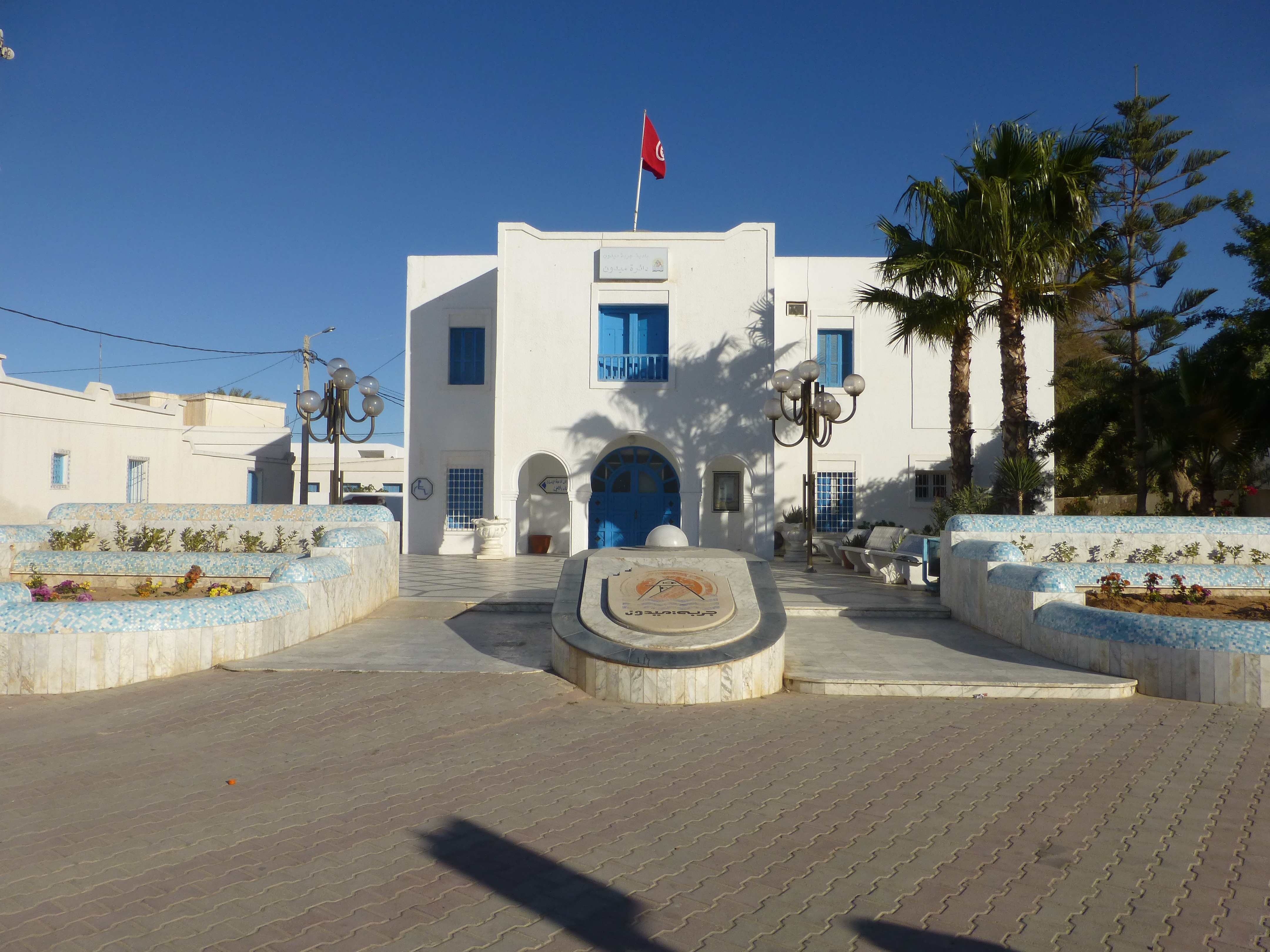
Municipalité de Midoun
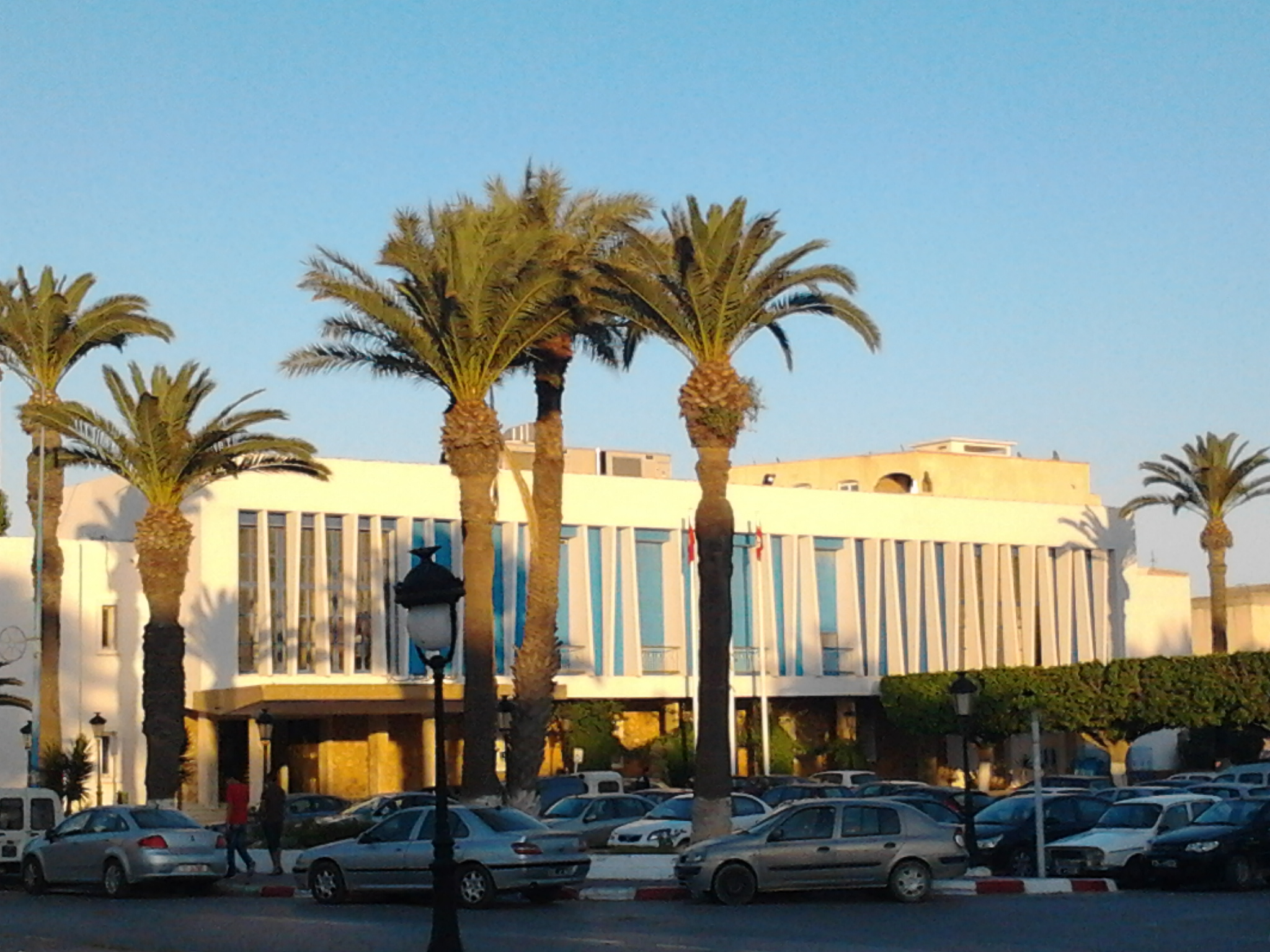
Municipalité de Monastir
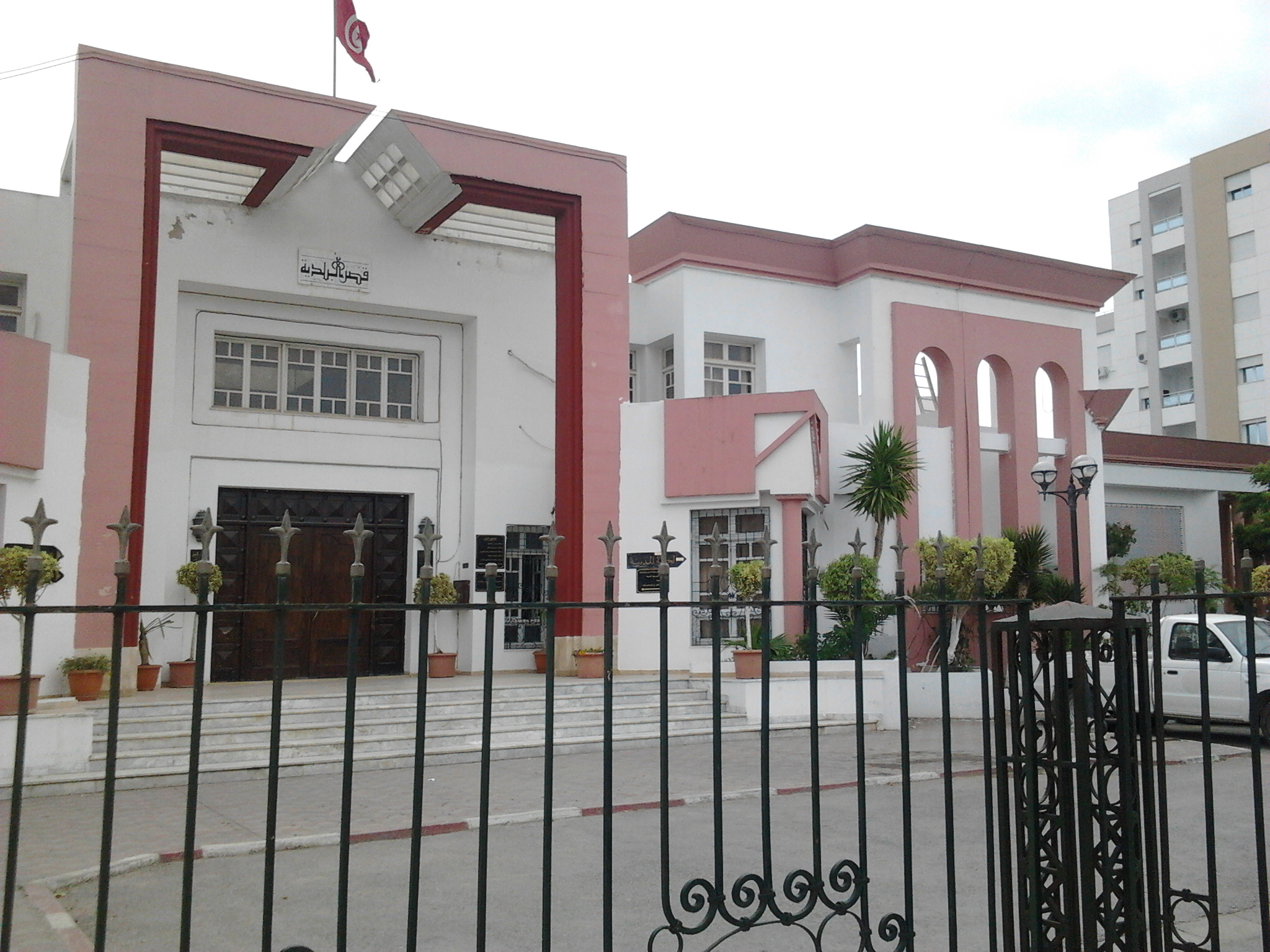
Municipalité d'El Mourouj
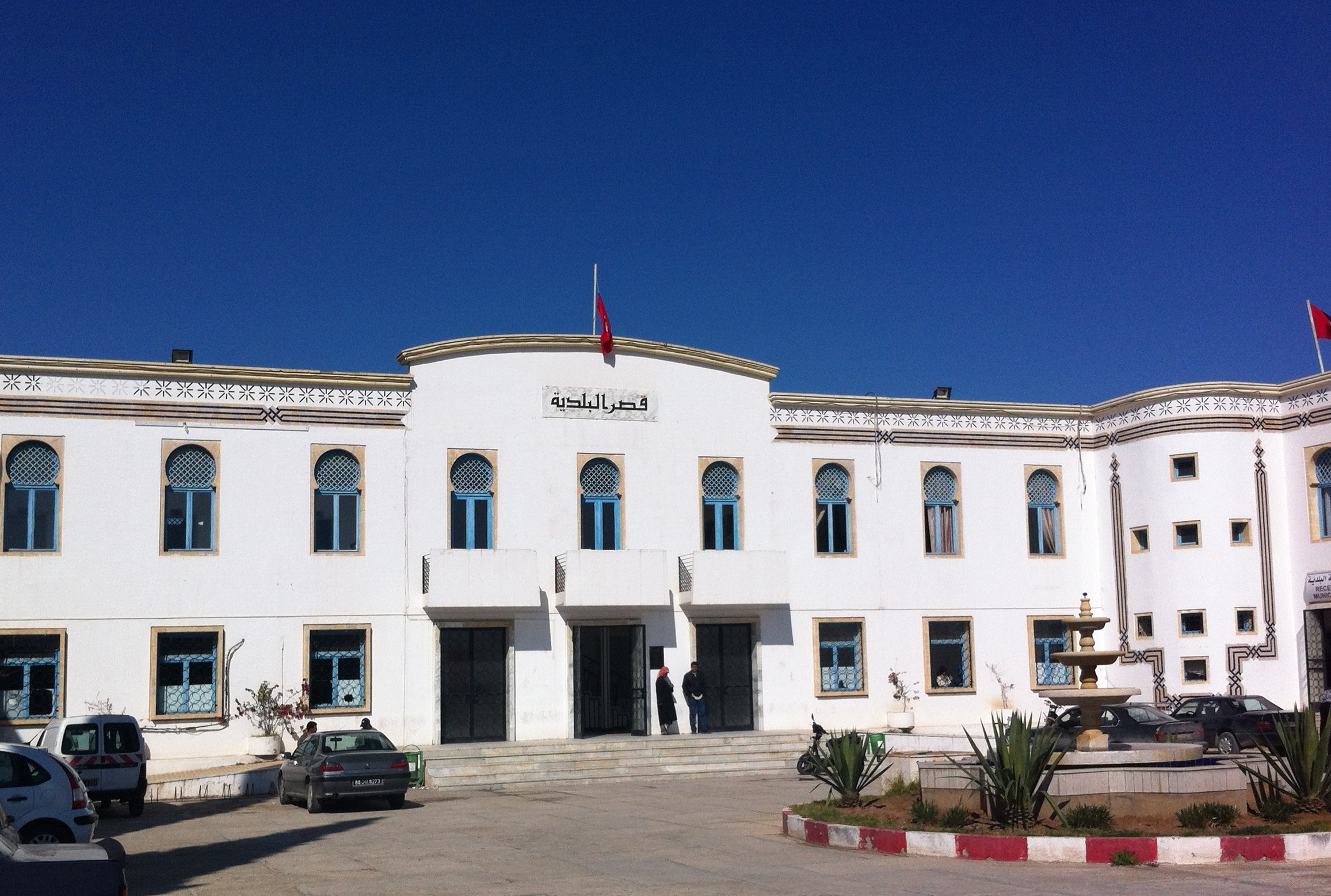
Municipalité de M'saken
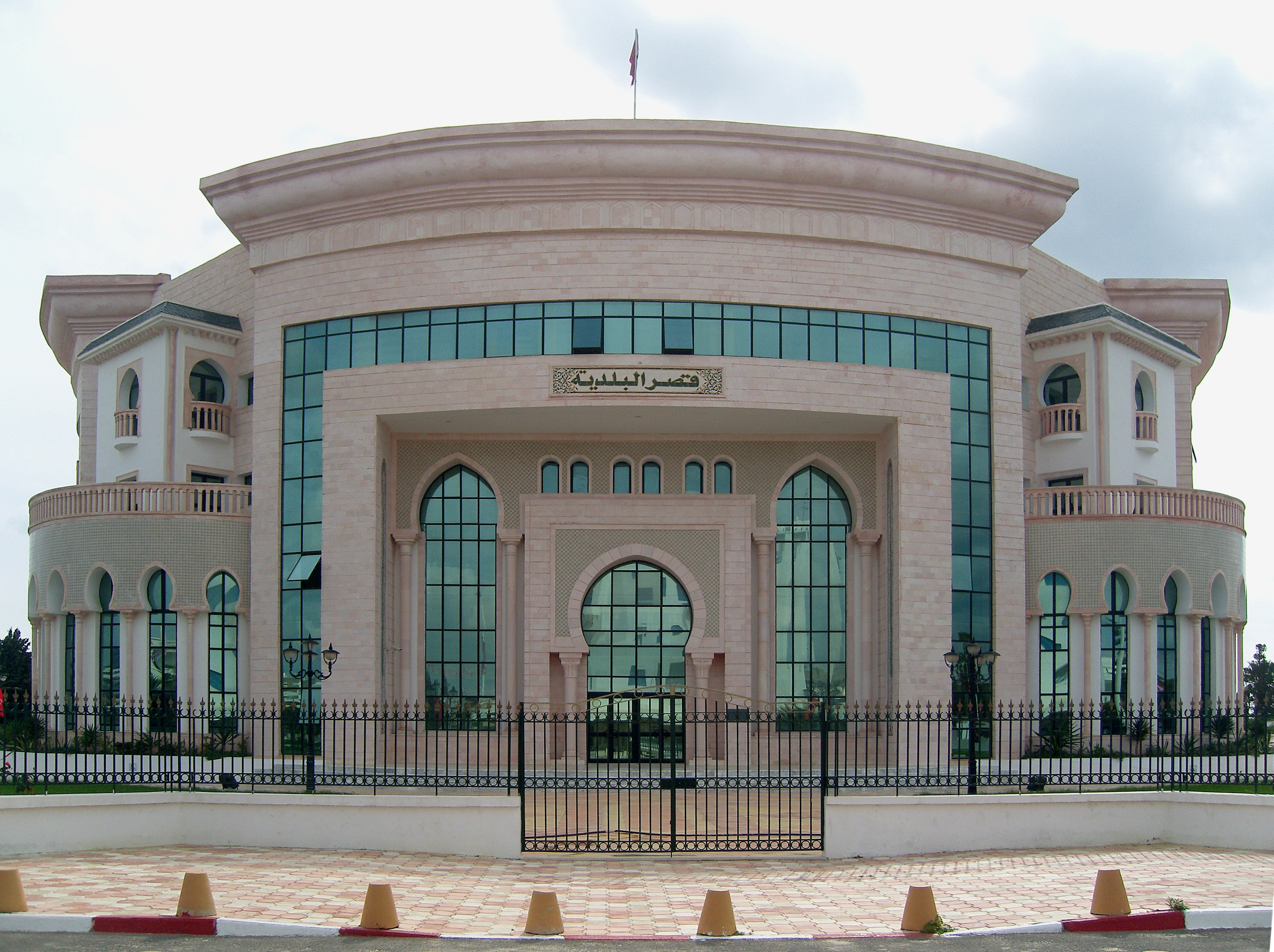
Municipalité de Nabeul
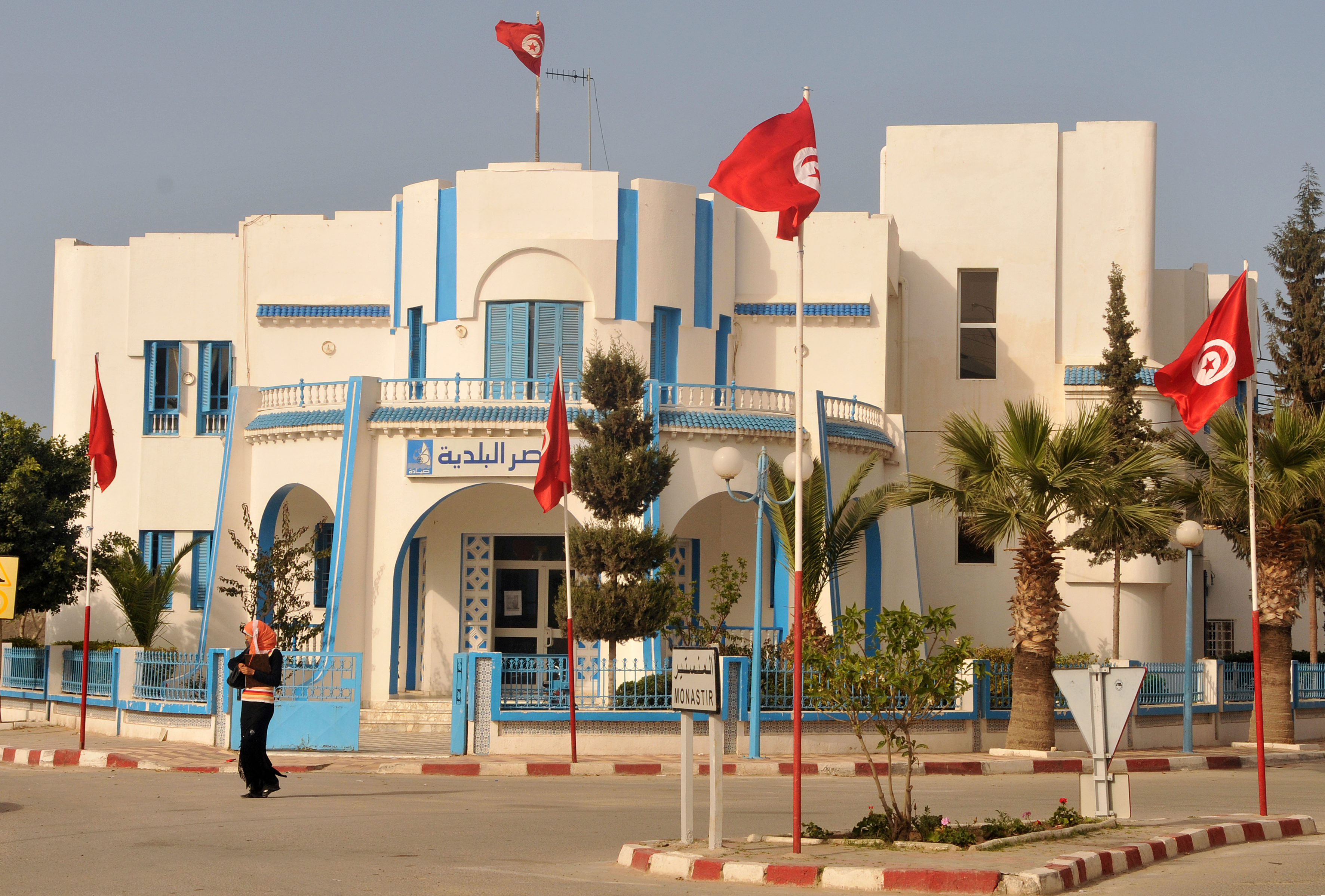
Municipalité de Sayada
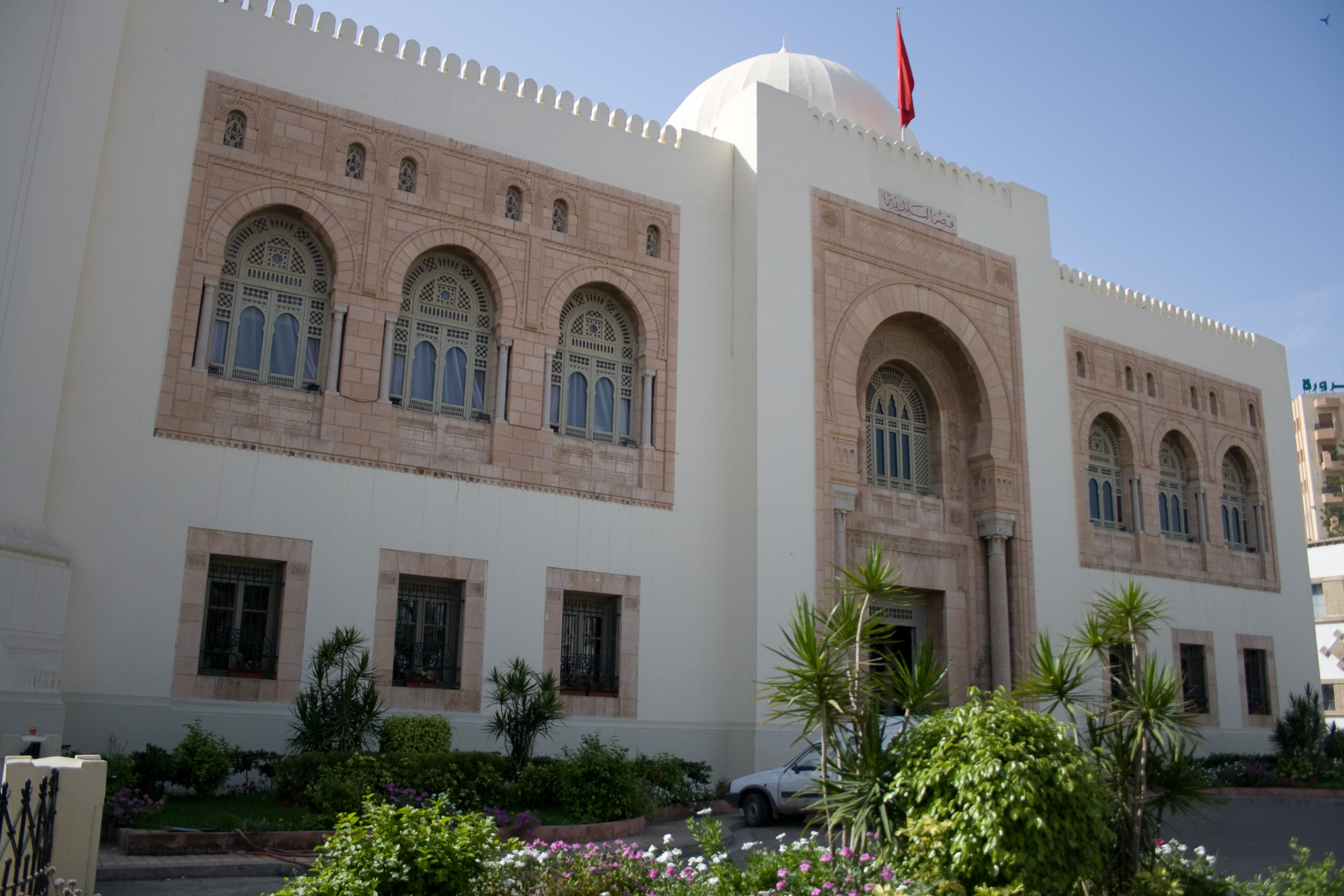
Municipalité de Sfax
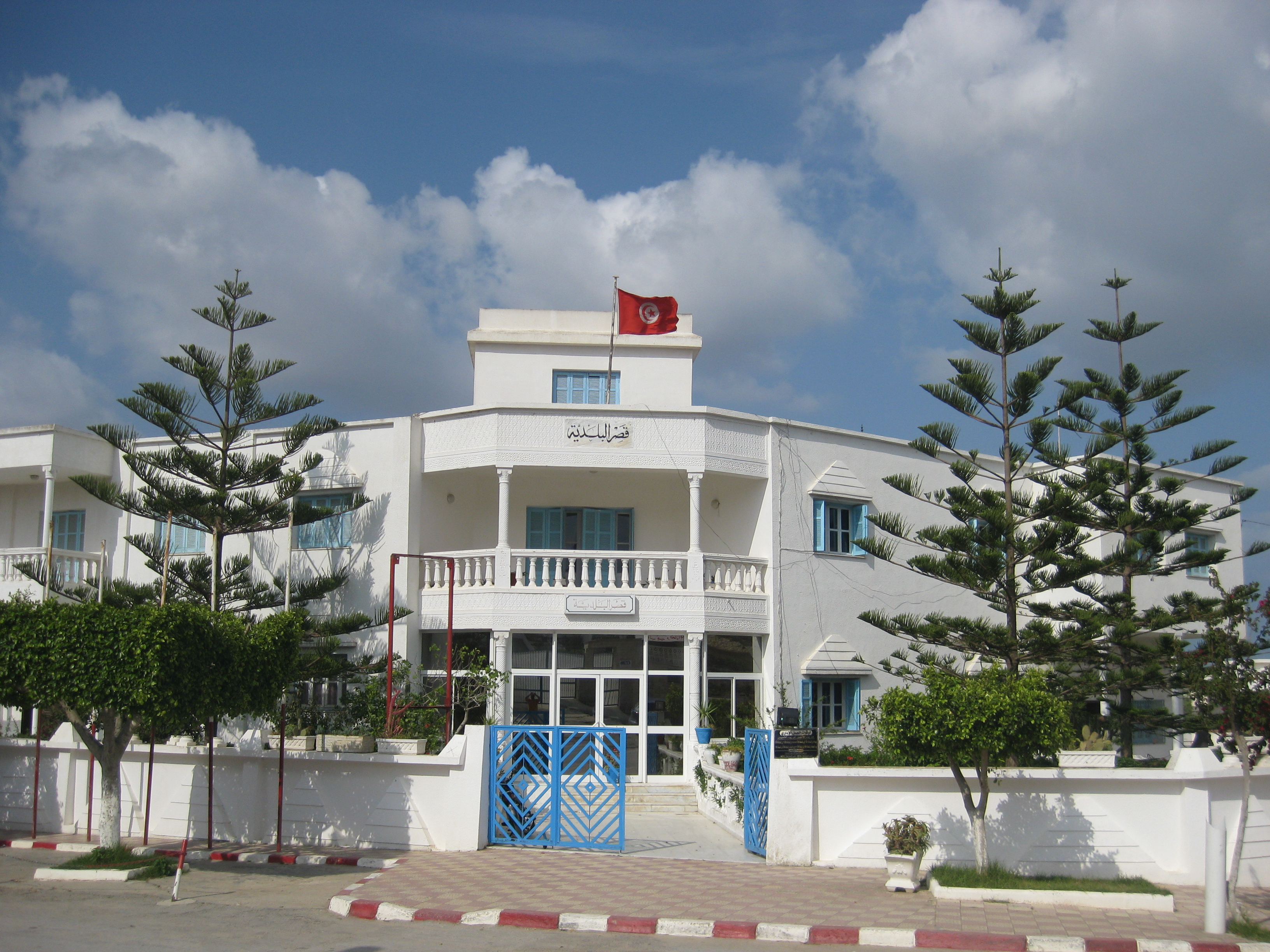
Municipalité de Somâa
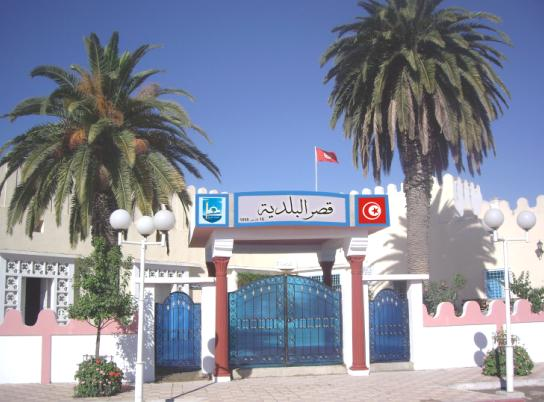
Municipalité de Tebourba
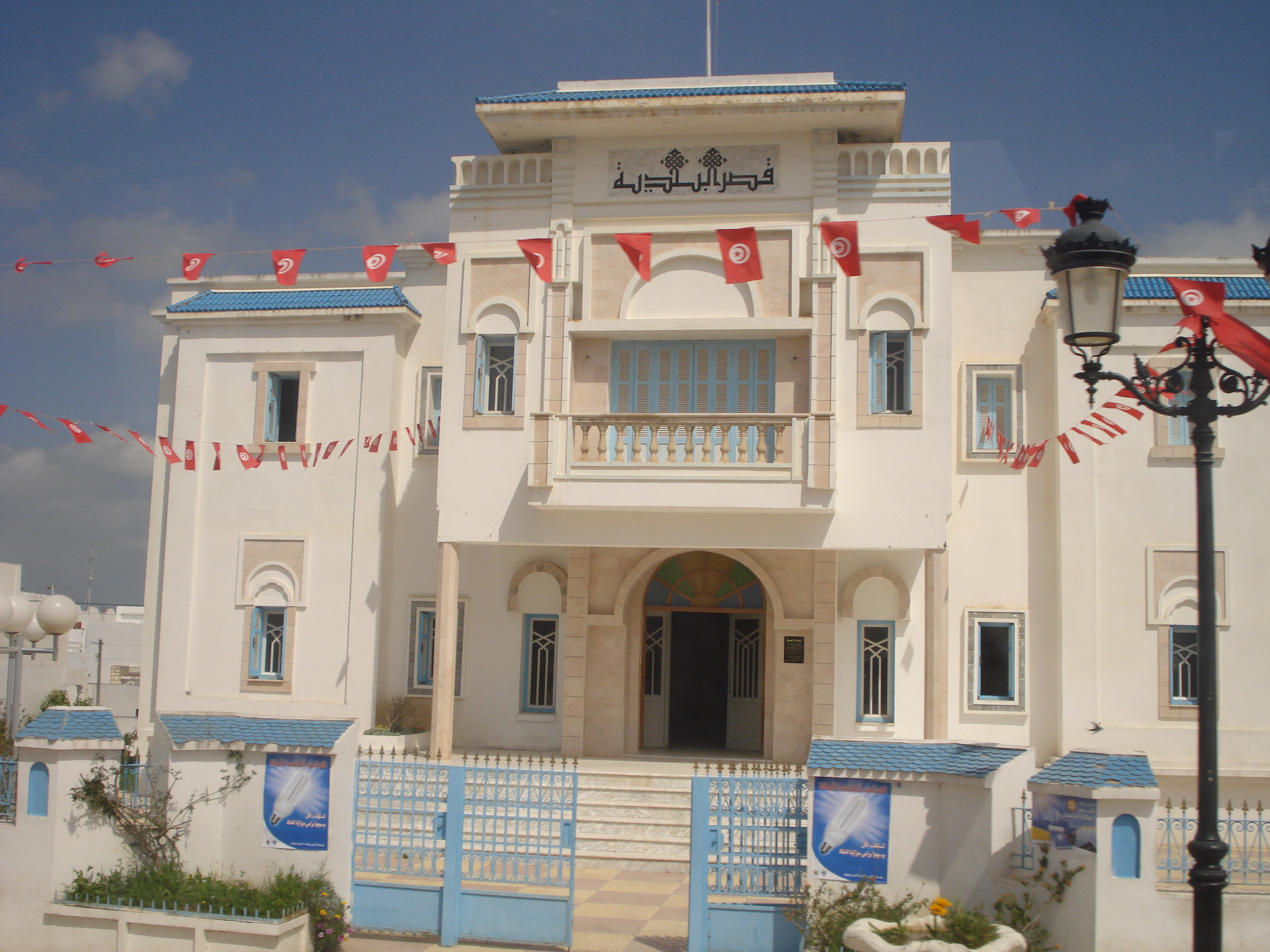
Municipalité de Testour
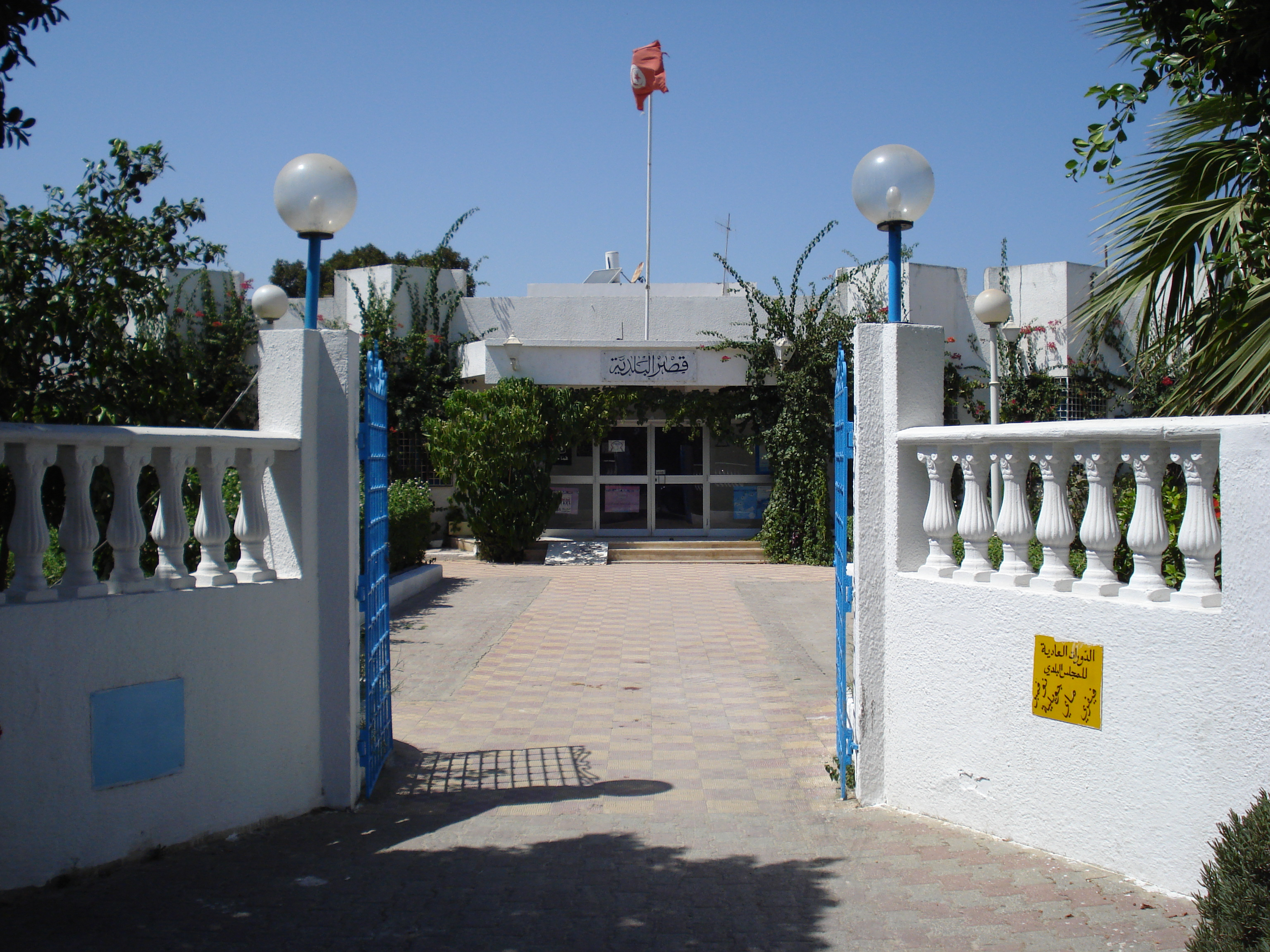
Municipalité de Zaouiet Djedidi